# Традиційне українське весілля

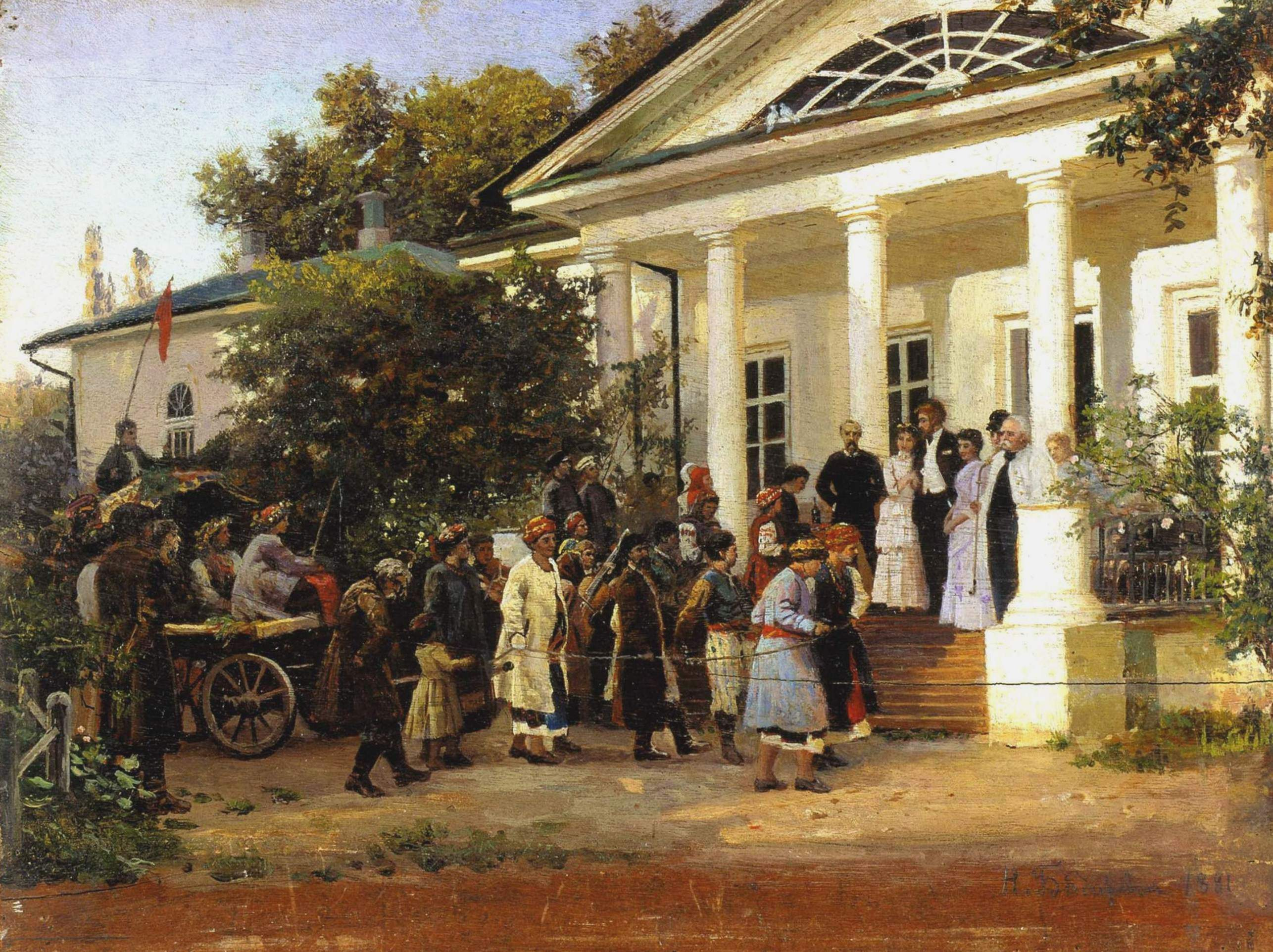
Микола Бодаревський Весілля

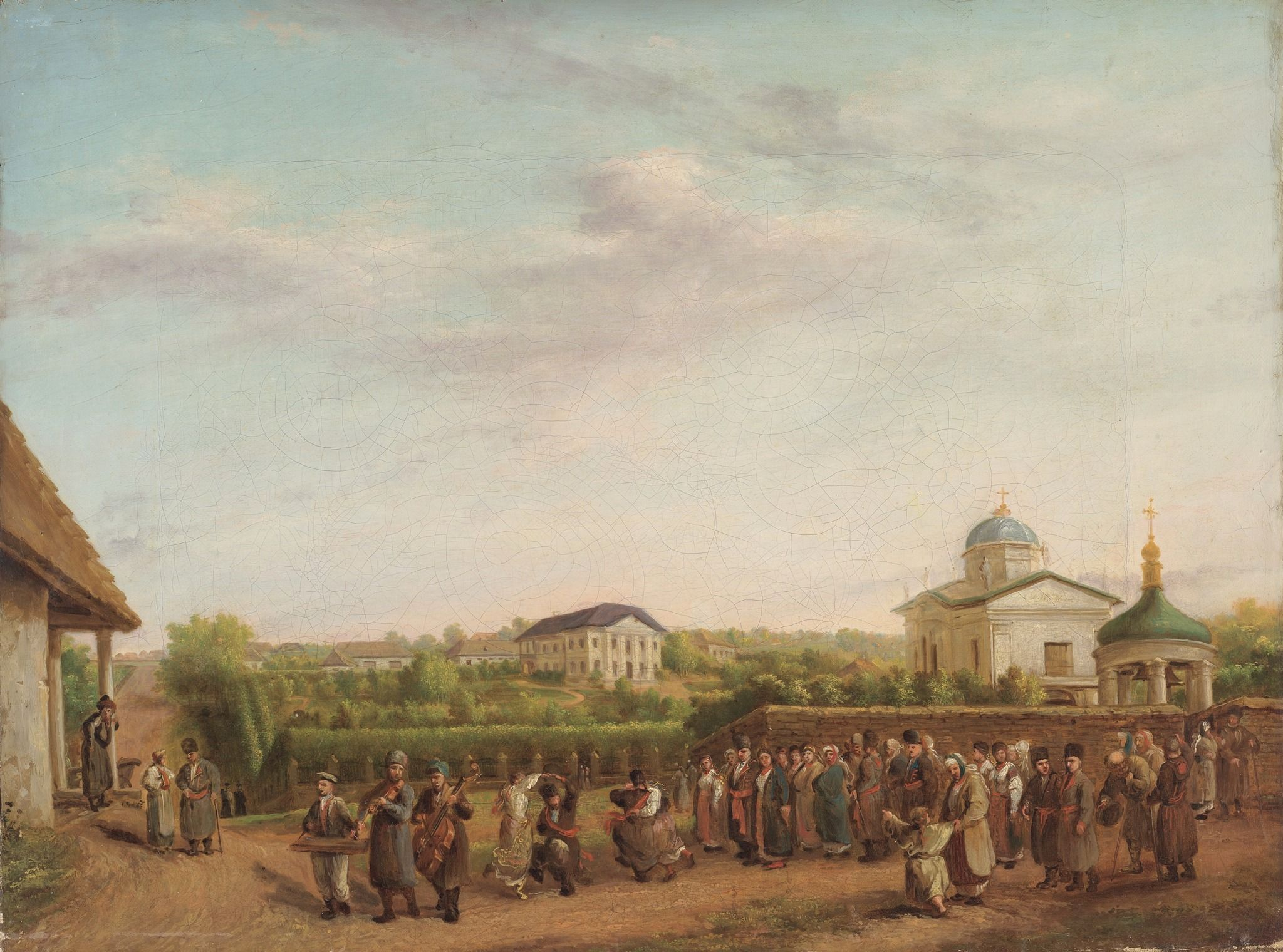
В. А. Тропінін «Весілля в Кукавці на Поділлі»

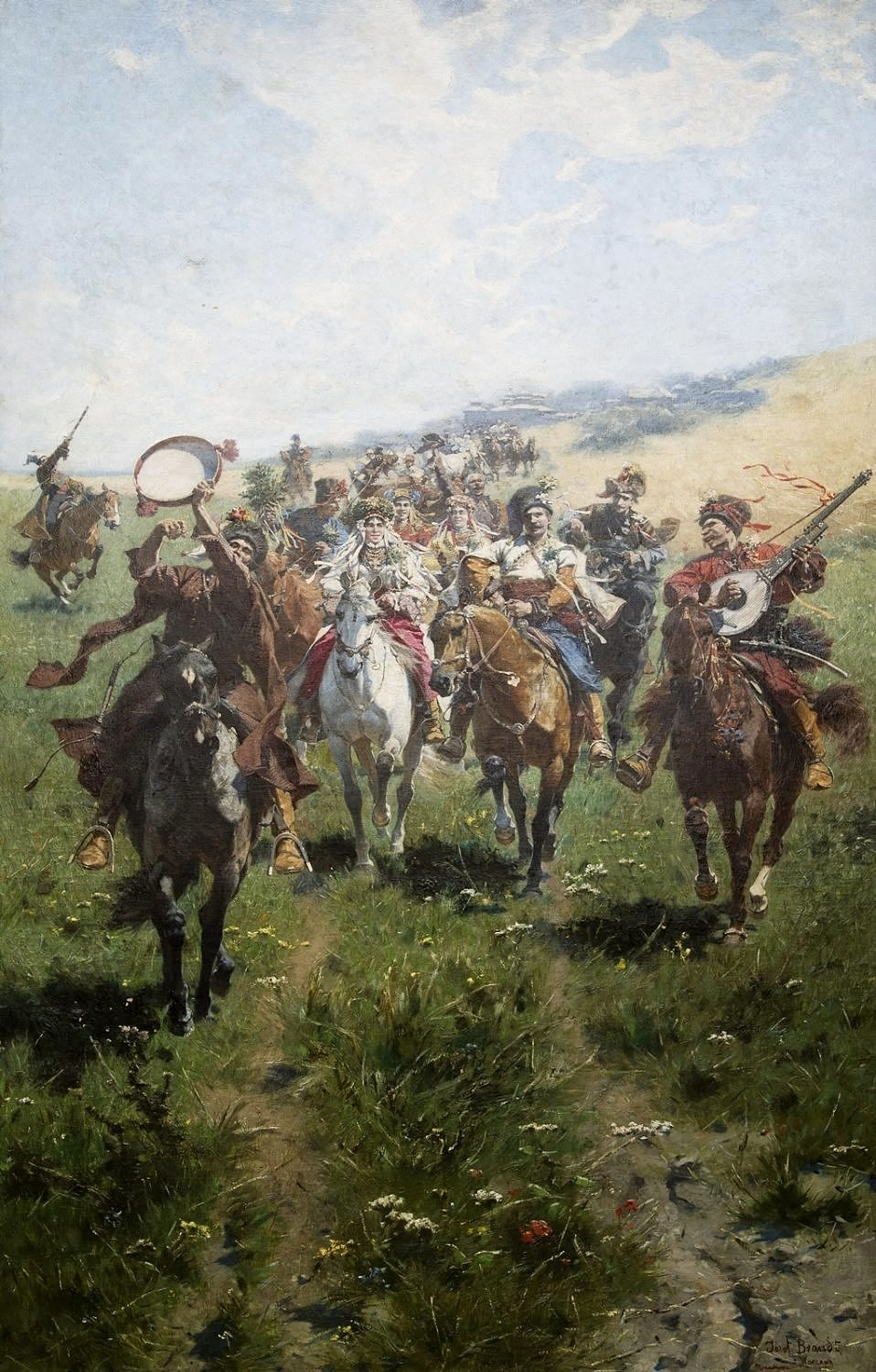
Йосип Брандт Козацьке весілля

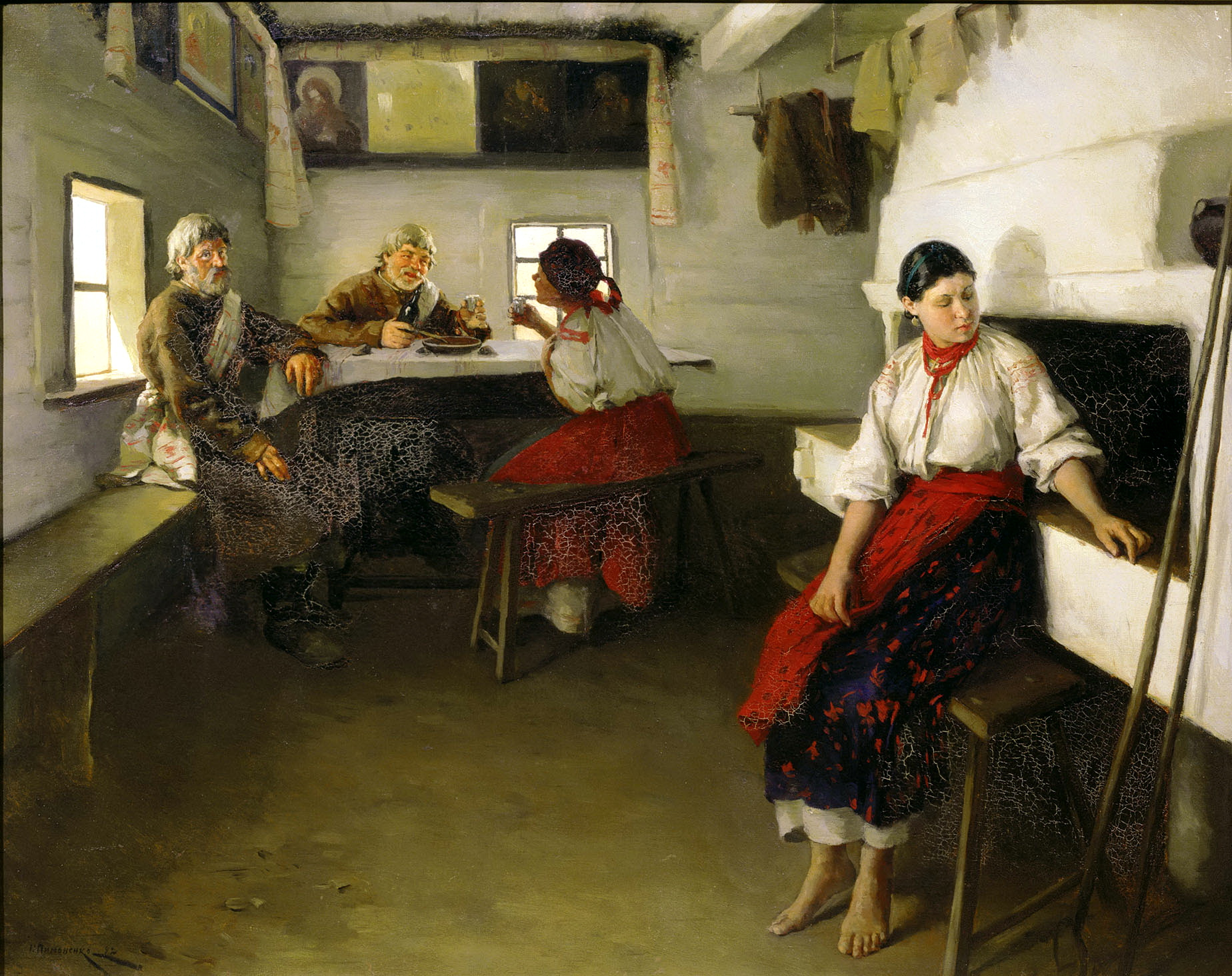
Микола Пимоненко «Свати», 1882

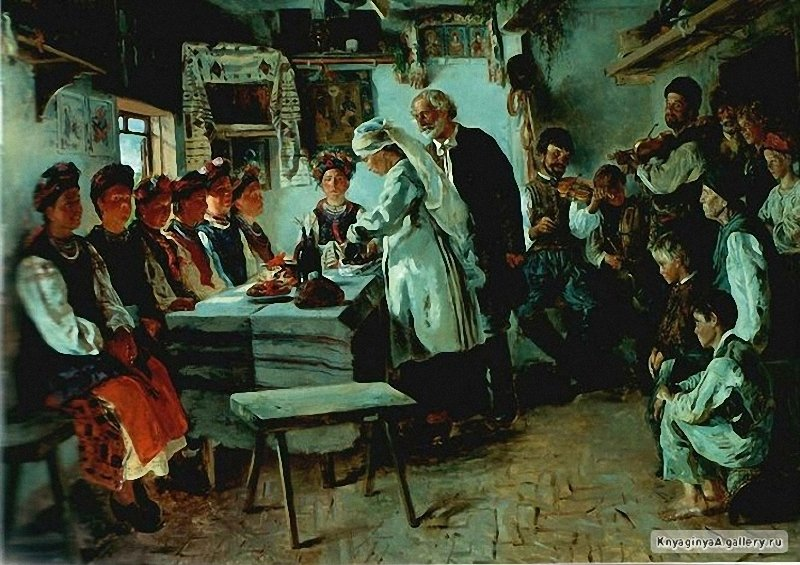
Володимир Маковський «Дівич-вечір», 1882

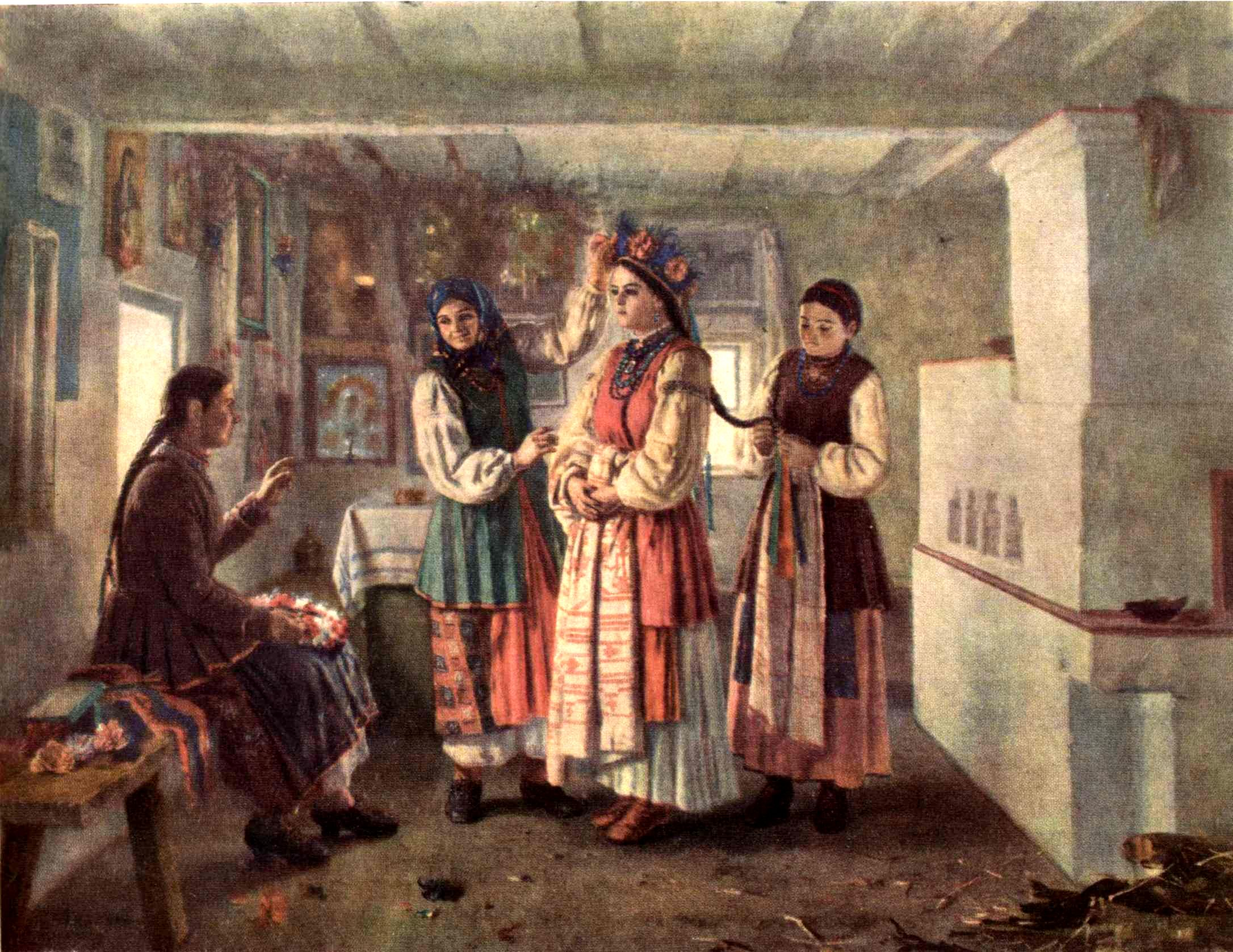
Василь Васильєв. «Вбирання молодої»

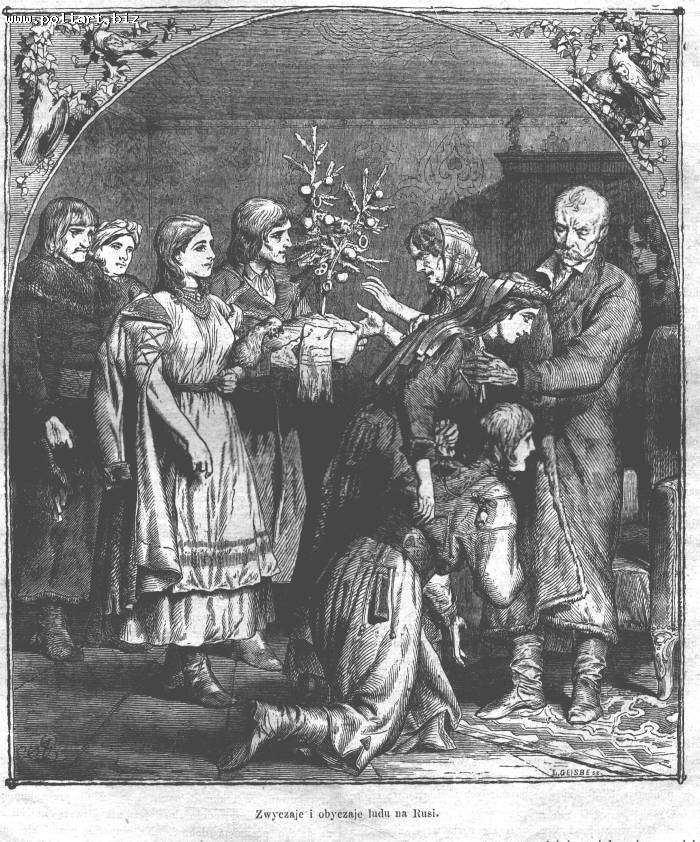
Українське весілля

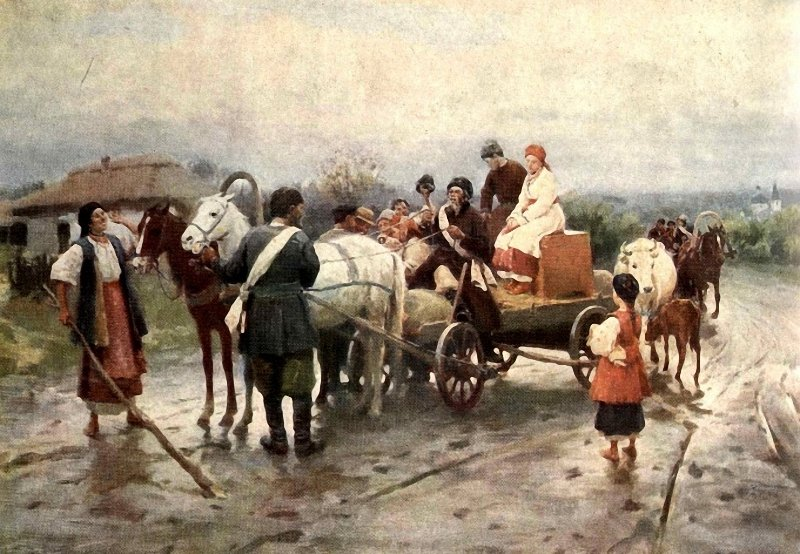
Микола Пимоненко «Весільна перейма», 1908

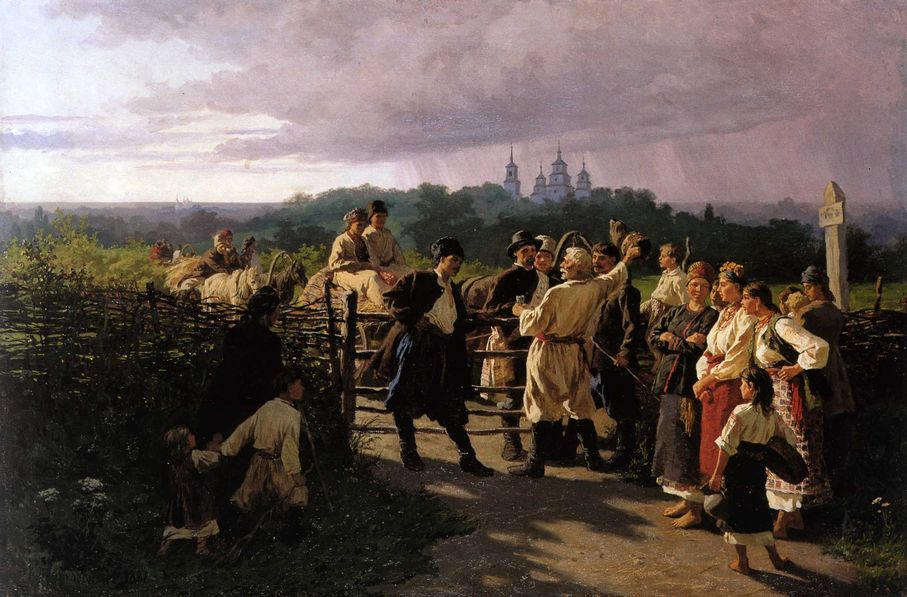
Костянтин Трутовський «Весільний викуп», 1881

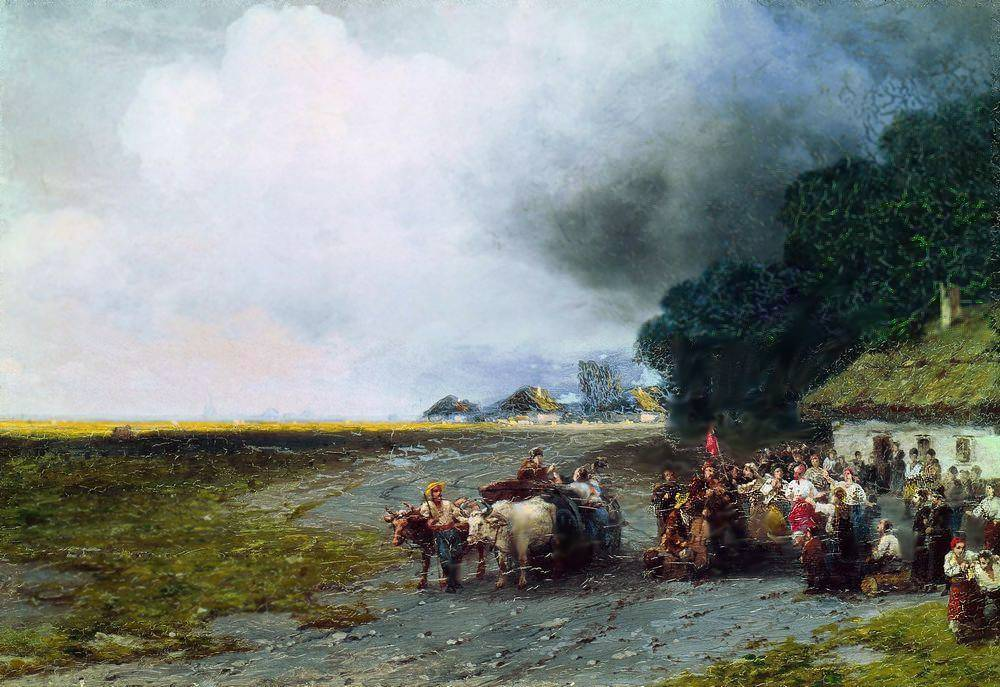
Іван Айвазовський «Весілля на Україні», 1892

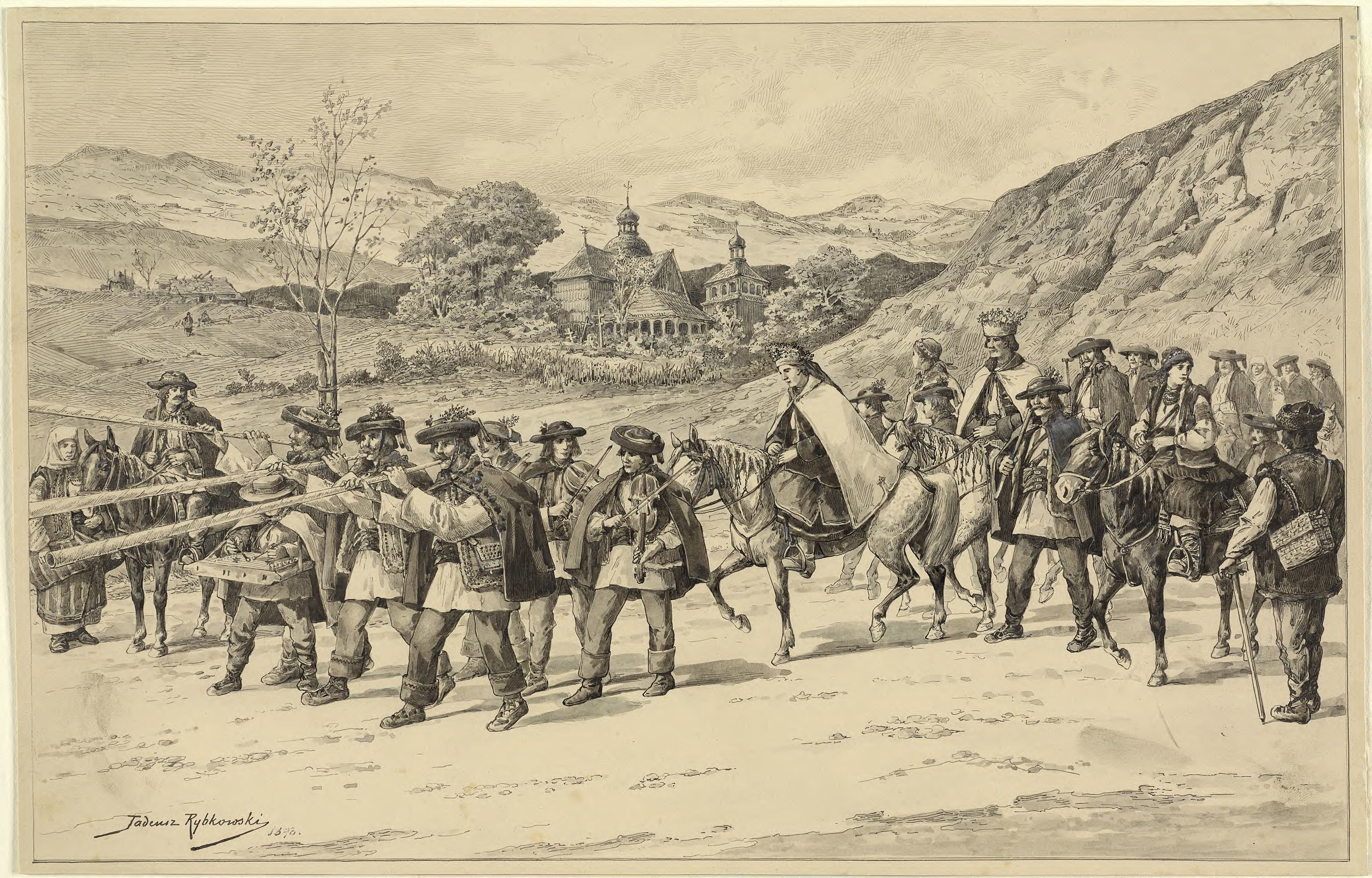
Гуцульське весілля, 1897

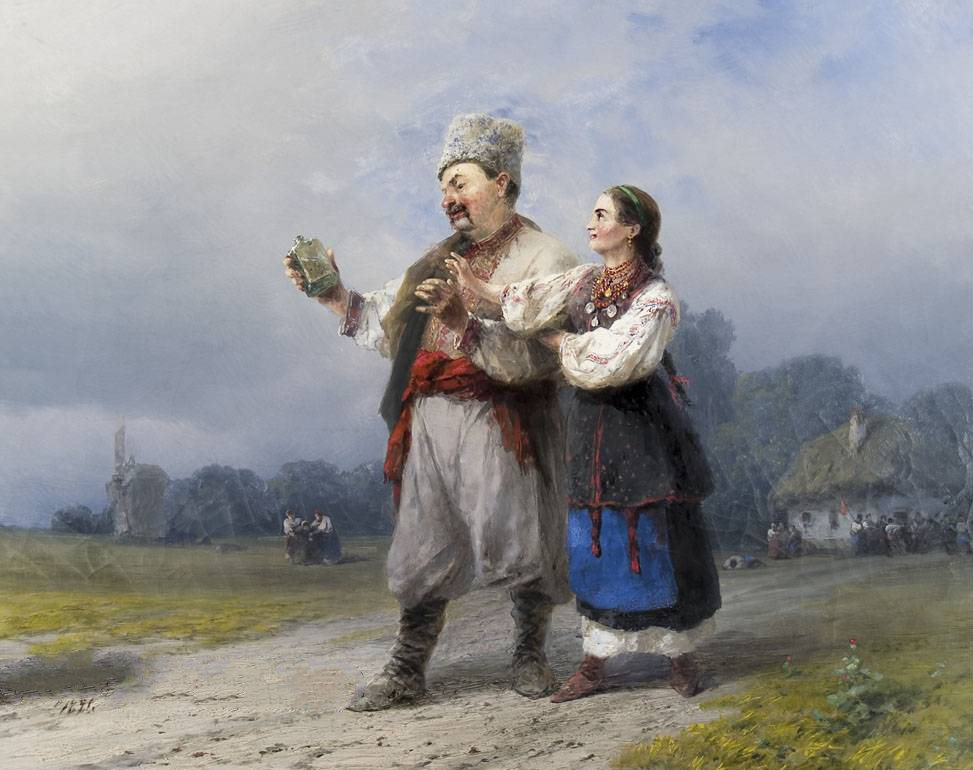
З весілля. Іван Айвазовський, 1891

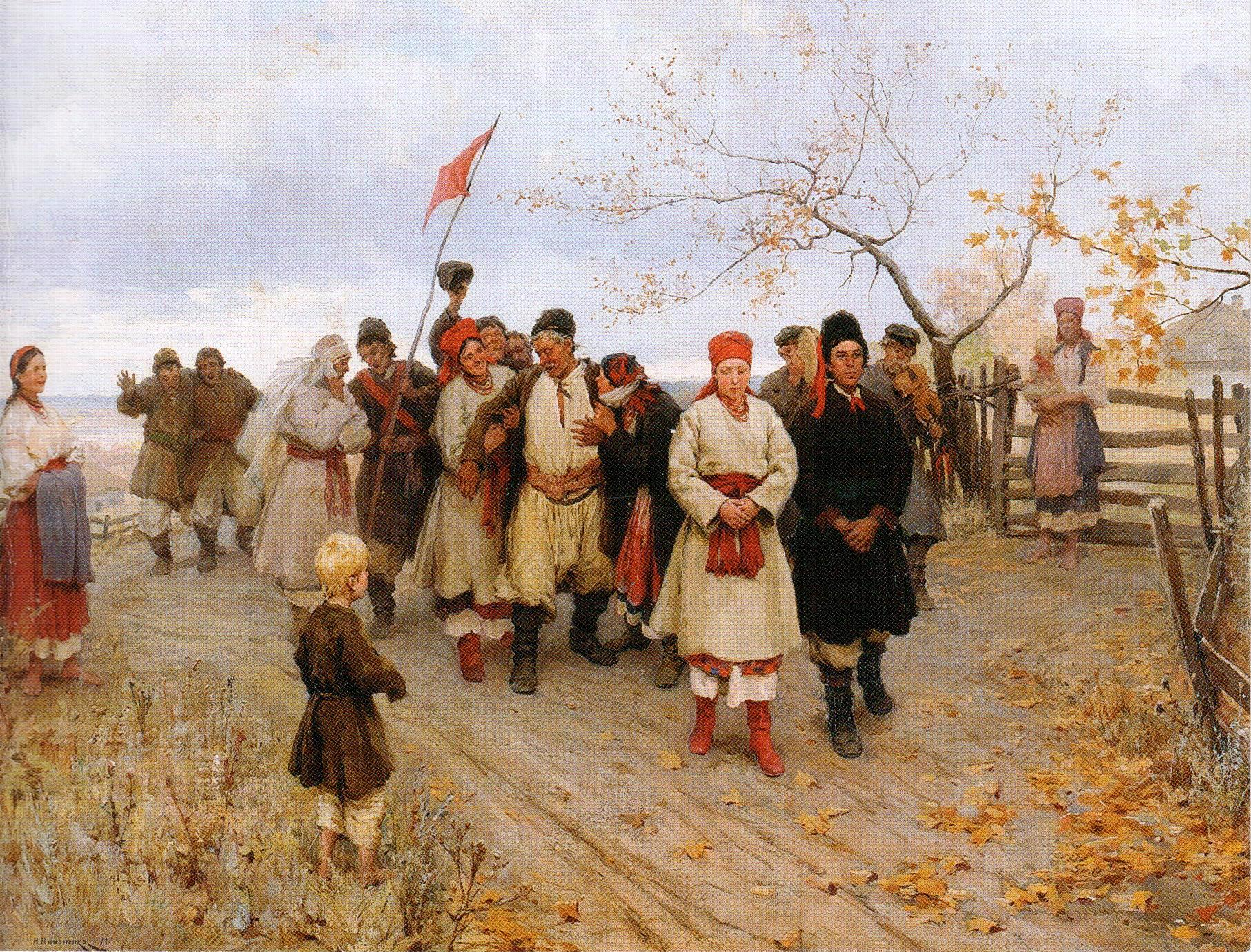
Микола Пимоненко Весілля в Київській губернії, 1891

Традиці́йне украї́нське весі́лля — це весілля в українському народному побуті — складна суміш обрядів різних діб, у якій розрізняють елементи родової екзогамічної епохи, впливи грецько-візантійського релігійно-містичного характеру і новіші українські. Основні акти: сватання (в якому важливим моментом є згода молодої на шлюб), заручини, прикрашення гільця, печення короваю, запрошення гостей, дівич-вечір, церковне вінчання, весільний поїзд, перейма, розплетення коси у молодої, роздача короваю, переїзд молодої до молодого, «пригощування молодої», «комора», перезва, церковний «вивід» або обрядові зливки. В пізніші часи ритуал був значно спрощений.
Весільний обряд у системі сімейної обрядовості, як складової духовної культури українців, є одним із найбільш давніх та складних. Весілля, як указує назва, це радісний та веселий обряд подружнього єднання молодих. Традиційне українське весілля складається з трьох обов'язкових циклів: передвесільного, весілля і післявесільного, кожен з яких складається з окремих обрядів, зокрема передвесільний — сватання, умовин, оглядин і заручин; весільний — дівич-вечір, випікання шишок, короваю, посаду молодих, дарування, розплітання коси та покривання молодої, перевезення посагу (приданого); а післявесільний — комора і гостини.

## Змовини
Спершу були змовини, на яких підписувалась шлюбна угода, яку записували в урядові книги та підписували свідки і молоді. Люди простіші в урядові книги умов не вписували, а домовлялися при свідках. На змовини скликались родичі та приятелі. Тут домовлялись також про посаг, віно, привінок. Посагом називали те, що батьки давали дівчині: гроші, золоті та срібні прикраси, намиста, посуд срібний, мідний, цинковий, одяг, коні, слуги. Якщо в молодої не було братів, то в посаг давали і землю. Якщо земля була в матері, то вона йшла не синам, а дочкам. Молодий записував віно і привінок. Звичай давати віно йшов ще з княжих часів, але він давався спочатку як викуп, а пізніше записувався самій молодій. У «змовному листі» записували посаг, віно та привінок. В лист записували також коли мало відбутись вінчання та весілля. Записували в листі також грошову заруку, на той випадок, коли одна із сторін не дотримиє умов. Змовні листи записували в урядові актові книги. Після одруження дружина самостійно володіла своїм віном, так само вона розпоряжалася власними або набутими маєтками, тобто мала право продавати, дарувати чи віддавати в заставу.
Після змовин були заручини і після заручин весілля. Після цього пара вважалася одруженою.

## Сватання
Спершу хлопець разом зі старостами, досвідченими людьми з хлібом та гостинцями йшов в дім молодої. Якщо батьки дівчини згодні, вони давали благословення та дівчина приносила Весільний рушник парубку та пов'язувала рушник сватам, а хлопцеві затикала за пояс вишиту хустину. Якщо дівчина не згодна була йти до шлюбу, то замість рушників виносила гарбуза.

## Заручини
На другий день відбувались «заручини». На заручини приходили до хати дівчини. Наречений приходив з дружбою, рідними та родичами з музикою і сідали за стіл. Під час гостини жених дарував подарунки та гостинці, після того батьки благословляли хлібом та житом. Потім молода пара сідала на «покутті», а гості співали пісні.

## Оглядини
Через день батьки дівчини, разом з родиною йшли до хлопця на «оглядини».

## Підготовка до весілля

### Гільце
У суботу ввечері вили «гільце» (інші назви «вильце», «вільце», «деревце», «ріщка») — невелике деревце або гілку прикрашали квітами, це супроводжувалось також піснями, танцями та вечерею. В той самий день жінки пекли коровай, який прикрашали птахами з тіста та квітами. Гільце (священе дерево) втикали в хліб та прикрашали свічками, калиною, позолоченими горіхами, яблуками, рутою, кольоровими свічками. Гільце ставили в кутку навпроти образів. Гільце прикрашалось зверху донизу.

### Вінки
У цей самий час роблять і барвінкові вінки. Готові вінки позолочували. Інші дівчата мали вінки з рути та м'яти. Звичай плести вінки є дуже давнім. У бойків наприклад, збирання барвінку на вінок було цілим ритуалом. Звичай плести вінки це давній атрибут сонячного культу і особливо шлюбу. За свідченням Боплана, в 17 ст. вінки на руку надягали всі дівчата, які йшли просити на весілля.

### Запросини на весілля
Коли гільце та вінки були готові, молода з дівчатами йшла запрошувати на весілля. Виходити з дому потрібно було в напрямку сонця. В цей самий час молодий зі своїми дружбами ходив також запрошувати. Молода кланялася кожному присутньому в хаті і навіть дітям, після цього подавала хлібець, спечений у вигляді шишки. Перед відходом їй дарували подарунки, які збирали дружки та дрібні гроші на «підківки до чобіток». Якщо в хаті була дівчина, вона приставала після запрошення до кортежу.
Після запросин, молода повертається до хати, де сідає на посад. Пізніше прибуває зі своїми дружбами та подарунками молодий, який сідає також на посад біля молодої. Після вечері цілу ніч тривали танці, а молодий залишався на ніч.

### Коровай
Коровай пекли одружені жінки. Кожна жінка, яка була залучена до цього, мала принести з собою трохи борошна, яєць, масла і т. і. Молодиці заквітчувалися барвінком та мили руки. Під час приготування короваю, коровайниці співали ритуальних пісень. Коровай прикрашали виробленими з тіста сонцем, місяцем, голубами. Зверху коровай прикрашали обручем з тіста. Зверху встромляли шишку, помальовану начервоно. Крім коровая, пекли ще шишки, дивень, лежень. Після того як коровай садили в піч, починалися танці з лопатою та діжею, в якій місили тісто.

## Вінчання
Вінчання відбувалося в неділю до обіду, після вінчання кожний на обід йшов у свій дім. Після цього молодий йшов до молодої. На вході відбувався «викуп молодої». Вінчання проводилося досвідченим священником. Молодята могли самі обирати ту церкву, яка їм найбільше подобалася.

## Весілля
Власне саме весілля починається з організації поїзду молодого до молодої. Розпочинають з обіду в молодого. На звуки музики до хати молодого збираються гості. Молодий виходить з хати разом з старшим боярином і вітає тричі товариство, після цього він вказує на парубків, які підуть з ним. Боярин знімає з парубків шапки і до кожної з них пришивалася червона стрічка або пучки барвінку. Це парубоцьке товариство називали боярами, а наймолодшого — князем. Такі самі відзнаки роздавали і світилкам, тобто дівчатам, які були присутні в поїзді молодого. Молодий сидів на покутті, по праву сторону сиділи дружби, а по ліву світилки. Після обіду боярин збирав гроші і після цього проводилися певні обряди.
Після обрядів під спів виряджалися в дорогу. Коли молодий від'їжджав, перед ним несли весільні корогви. У більшості місцевостей молодий з товариством їхали верхи. По дорозі до молодої відбувалися перейми, коли молодий мав платити гроші та вгощати тих, хто його зупинив.
Поїзд молодого зупинявся перед зачиненими воротами. Зі сторони молодого ідуть у двір два старости і за столом посередині двору зустрічають двох старост зі сторони молодої. Після «переговорів» за столом (викупу молодої) молодого впускають у двір.
Зустрічати поїзд молодого виходила мати молодої в вивернутому кожусі та з мискою води з вівсом в руках. Після того як молодий сідав коло молодої, починався розподіл подарунків між ріднею дівчини. Зі сторони молодої всіх обдаровували вишитими рушниками.
Після цього починали покривання: розплітання коси та одягання серпанку. Молодій одягали очіпок, а мати пов'язувала намітку. Ця церемонія супроводжувалася співом. Після покриття голови молодої, приносли коровай та розподіляли його за порядком споріднення та за віком.
За короваєм ішов обряд перевезення молодої до хати молодого, який розпочинався вечерею.
В понеділок відбувався другий день весілля і у вівторок третій.
Четвертий день (за Б. Грінченком) у Галичині називався колачини. Проте в різних регіонах цей обряд міг відбуватися і пізніше.

## Регіональні особливості

### Весілля на Слобідській Україні
Цікаві звістки про весілля у слобожан і гетьманців надав у XVIII столітті Григорій Калиновський. Починалося діло з того, що посилалися старости до батьків молодої; вони брали з собою, яко посланці, хліб та посохи. При згоді молодої, вона давала старостам рушники, котрі у багатих були вишиті шовком або золотом. Старости поверталися до родини молодого, перев'язавши себе рушниками. З того дня молодий міг навіщати засватану дівчину. У суботу перед вінчанням (воно звичайно бувало у неділю вранці) наречена робила бенкет і вечерю подружкам з піснями й танками. Після вінця молоді йшли до батьків жениха на трапезу. Батько й мати жениха сиділи на кожусі, вивернутому уверх шерстю, і держали у руках хліб, котрим благославляли молодого, одпускаючи його на коні до молодої. Там батько й мати молодої виходили їм назустріч у вивороченому кожусі на кочерзі або на вилах з горщиком з водою або вівсом. На коня сідав родич молодої і немов утікав од бояр, котрі його доганяли теж на конях і приводили на двір, де він брав немов викуп за молоду. Викуп брав теж малолітній брат молодої за свою сестру.
Весільне вбрання
Сідали за стіл, наречена у сірому або білому кунтуші, взута в червоні черевики з підковками, в плахті, запасці, в вишитій сорочці з стрічками у волоссі, в намисті; наречений — у жупані та черкесці, у суконних штанях, у високій червоній шапці.
Роздавалися подарунки, потім виходили на двір танцювати до обіду під музику. Грала звичайно троїста музика — скрипка, бас і флейта. На столі стояв коровай, перед образами — шабля з запаленими свічками. Подавали багато усякої страви: локшину з свининою і куркою, борщ, смажене, капусту. Дружко роздавав коровай. Після обіду знов танцювали, а потім вечеряли. Потім їхали у двір молодого, де запалювали куль соломи, і через це багаття усі переїздили. Молода роззувала молодого, а він злегка бив її халявою по спині.

### Весілля на Лемківщині
Весіллю на Лемківщині передували вечірки, на яких збиралися молодь. Якщо хтось приглядав собі дівчину, то тоді брали старост і йшли до хати дівчини на зальоти, на яких домовлялися про вино. Після того батьки дівчини їхали до хлопця на оглядини. Саме весілля починалося в суботу дружбівським танцем. У четвер після обіду молодий йшов просити на весілля, а в суботу ввечері ходили дружби ще раз просити. Того самого дня в молодої плели ріщку. Коли гудаки (музики) грали весільної, починали сходитися гості, свашки в той час причіпали весільні відзнаки. Після гостини та благословління молодий з музикою вирушав до молодої, яку в той час вбирали. Від молодої разом йшли до шлюбу. По шлюбі відбувалася гостина в молодої. Після гостини дві години були танців і після танців вечеря. Після ввечері йдуть або їдуть до молодого. Свашки в цей час йшли додому. У молодого всіх весільників просили до столу. В понеділок усіх гостей дружби запрошували до молодого, а свашки починали знімати з молодої вінець та одягали чепець. Після того молода роздає гостям частини ріщки. Після того відбуваються танці і після танців придани.

### Гуцульське весілля
Хлопець в Гуцульщині мав право женитись після 23 років. Спочатку він брав сватів і йшов ввечері в хату до дівчини з колачами, горілкою, горіхами, яблуками. Тоді ж домовлялися за посаг за дівчиною та обговорювали, який маєток має хлопець. Далі йшли заручини, на яких домовлялись про дату шлюбу, де буде молода пара жити, хто буде влаштовувати весілля. На заручини сходились родичі, була також музика і стріляння з пістолетів. До весілля обирали собі хлопець та дівчина ґаздів, які знали весільні звичаї — батька та матку, крім того обирали ще березу — його обов'язком було носити гільце та співати ритуальні пісні. Батько та матка були присутніми на вінкоплетінні. До вінка вплітали часник та кілька срібних монет. Крім вінка робили ще 4 букети: молодим та дружбам і дружкам. Після ритуалу з покладанням вінків на голову, молоду пару називали князь та княгиня. Після ритуалу благословляння та прощі молоді йшли по родичах просити благословління, прощі та запрошували на весілля. Для деревця використовували вершок хвойного дерева, яке приносив дружба. На самому верху прив'язували пучок калини. Деревце прикрашали червоними та білими стрічками, квітами, позолоченими листочками барвінку. Після того як деревце було готове, починалася забава з танцями. Два дні перед шлюбом хлопець посилав двох послів з даром до дівчини: двома колачами, пляшкою, червоною хусткою, наміткою, чоботами. Дівчина бере дар, а взамін дає сорочку, колачі та пляшку. В день шлюбу наречена одягала дві сорочки і поверху гранатову сукню, обшиту внизу золотими галонами, зверху кептар або кожух, зверху білу ґуґлю і поверх накидала велику шовкову червону хустку, на ноги взувала чоботи, які отримала в дарунок. Хлопець одівав сорочку, яку отримав в дарунок. До шлюбу вирушали кінно, попереду береза ніс деревце. За березою йшли музики і за ними кінно дружба, а після нього кінно княгиня. Після шлюбу кожний повертається з гостями в свою хату. Одні гості сиділи за столом, а інші в той час танцювали. Після гостини ввечері князь з боярами та дружбами йшов по княгиню. Князь очікував перед воротами, а до княгині посилав дружбів з колачем. Після того як князь ввійшов до хати, відбувався викуп княгині. Після гостини та танців відбувалися проводини. В хаті молодого зустрічають молоду пару, після чого відбувається пропій і після пропою танці тривали цілу ніч. Під ранок дружба заводить молоду пару до комори і роззуває. На другий день матка розплітає косу молодій, заплітає волосся в дві коси та одягає зверху червону хустку. В той же день невістка робила пироги і гостей запрошували на пирожини.

### Подільське весілля
Перед засиланням сватів хлопець просив в батьків благословління та дозволу заслати сватів. В четвер на Поділлі засилали сватів, після сватання були словини, на словини молодий приносив червону стрічку, яку молода пов'язувала на голову і носила до весілля, а молода давала молодому на тарелі шовкову хустину. Після словин їхали на базар: хлопець купував дівчині шалінову хустку і перкалю на завиття, а вона йому купувала перкалю на сорочку та червоного шовку на застіжки біля шиї та на рукавах. З тією хусткою за поясом молодий ходив з дружбами запрошувати на весілля, а в суботу посилав хустку та завиття з родичкою в дарунок. Молода в свою чергу тією ж родичкою відсилала сорочку та запинки. По словинах в четвер відбувалися заручини, в середу молодий і молода ходили кликати на заручини, як на весілля з дружбами чи дружками. На заручинах був обряд пов'язування рук хусткою, кожна господиня приходила на заручини з колачем, мискою борошна чи сиру на пироги. Музики на заручинах не було, тільки співали. В суботу з музикою ходили запрошувати на весілля молодих, а старших просила сваха на благославенство. В четвер молода з десятьма дівчатами ходила запрошувати на вечір на вінкоплетіння. На вінках плели вінки та вбирали сосну (різку). Різку вбирали калиною, квітами, яблуками, горіхами, гусячим пір'ям та фестонами з різнокольорового паперу. Різка була довжиною два метри. Мати викупляла вінок та різку, після чого починалася гостина. В п'ятницю молода з двома дружками йшла запрошувати на весілля по дальніх околицях. В суботу молоді йшли окремо на сповідь, а в цей час мати посилала по коровайниць. Після церкви відбувався сніданок і після сніданку молода з дружками йшла запрошувати на весілля. Перед весільним кортежем носили різку та коровай. В день шлюбу молодий з дружбами йшов до молодої, де відбувався спочатку викуп, а пізніше гостина. Друга і остання стрижка в житті жінки відбувалася на її весіллі. Довіряли робити цей ритуал трохи старшому за неї чоловікові. Обстригали косу «до порогу». Це була така собі межа. Між минулим і майбутнім. Це символізувало, що дівчина від тепер вже жінка. І підпорядковується вона більше не батькові, а вже чоловікові. Кожна одружена жінка мала покривати голову хустинкою. Більше цього, після весілля косу заплітати їй більше не можна було. Як і водитися з юними дівчатами.Після шлюбу кожен з своїми гостями розходився по домівках і ввечері молодий йшов з дарунками та наміткою до молодої. Після цього розплітали косу та одівали чепець, молода по черзі танцювала зі всіма дівчатами (перегулювання корони). По очепинах розподіляли коровай та готували молоду до від'їзду. На другий день знову всі сходилися, цей день називався поправини, і на другий день відбувався обряд ряження та всяких жартів, називався він «дурна молода». Третього дня сходилися на кури. Перед цим перебрані з різноманітними жартами ходили по весільних гостях збирати або «красти» кури, з яких на вечір готовили курячу юшку з домашньою локшиною.

### Волинське весілля
Весілля на Волині відбувались зазвичай осінню. Батько парубка та старший дружба (дивошлюб) йшли до хати дівчини сватати. Дівчина в цей час ховалася в комору чи за п'єц. На сватанні домовлялись про заручини. На заручини йшли батько, хлопець та дивошлюб з хлібом та горілкою. Дівчина дарувала хлопцю перстень та зав'язувала до сорочки під шию шовкову стрічку. В суботу ввечері дівчина разом з двома дружками вбраними в барвінкові вінки йшли просити коровайниць, те саме робив і хлопець з двома сватами. У всіх кого зустрічали просили благословенства, при цьому кланяючись до землі. Після цього поверталися до домівок, куди сходилися прошені і непрошені гості («запорожці»). В вечері до хати молодої приїзджав молодий з двома сватами-боярами, всі кінно. Убрані вони були в свити, підперезані червоним поясом та зверху вишитими рушникам, свати мали в руках ще нагайки. За ними їхали батько, дивошлюб та музики. Їх зустрічали батько та мати, молодий спочатку їм, а потім всім по черзі бив по три поклони. Після певних ритуалів, молодих садили на посаді. Пізніше сваха закосна розплітала косу і причіпала всім до шапок букетики з барвінку чи рути, після чого вони покидали гостину. Після того коровайниці розпочинали коровай, а молоді їхали до шлюбу. Після шлюбу поверталися назад до молодої і після цього молодий вирушав до дому, а коровайниці пекли коровай. Дружки в цей співали: «Час сватові додому, З'їли коні солому, Не стало коням стріхи, Забирайте коні в міхи».

### Весілля на Покутті
На Покутті хлопець домовляється спочатку з дівчиною і пізніше з двома сватами йшов до дівчини до хати, найчастіше в четвер або суботу ввечері. Від цього часу хлопця називали князем, а дівчину княгинею. Через три дні приходили ті самі досватувати. Тут уже домовлялися про віно, посаг — це називалося відвіновувати.
В суботу перед весіллям пекли коровай, а зранку молода та молодий окремо ходили просити каравайниць. просили такими словами: «Просили мама і тато і я вас ше сі прошу, бисьте були ласкаві на коровай». Відповіддю було: «Веселіться здоровенькі, най вам бог помогає». Дружка в цей час тримала під рукою прядилко з прядивом. Коровай пекли зранку в суботу. Коровай прикрашався: колачиками, гусочками, розочками та теремками. Ввечері сходилися гості і жінки починали плести барвінковий вінок. Того ж вечора (коровай) прикрашали деревцем — смерекою або ялинкою на лікоть заввишки. Деревце прикрашали калиною, збіжжям, пір'ям, барвінком, пахучим зіллям (васильком, базиликом). Опісля цього починалася гостина та танці. Мати хлопця посилала дівчині з двома братами хлопця намітку, завернуту в червону хустку та колач, прикрашений шовком та васильком. В заміну мати дівчини в ту саму хустку завертала вишиту дівчиною сорочку та давала свій колач з шовком та васильком. У неділю перед шлюбом сходилися вбирати княгиню до шлюбу. Вінок намащували білком яйця та приліпляли до нього золотко. Під вінок на чоло закладали обруч з жовтої бляхи — чільце. Родичі сідали на посаду, а дівчина просила в них благословління. Молоді зустрічаються в церкві. При шлюбі вдівали прості перстені, які пізніше знімали та носили на шиї. Після шлюбу кожний повертався до своєї хати, де гостилися. На весіллі подавали закуску: душенину або буженину, пізніше гарячу капусту з квашеними буряками, пізніше борщ, після борщу голубці з гречки, до кожної страви випивали. Після обіду були танці. Ввечері розподіляли коровай. Після короваю до прибуття молодого знімали вінок та розплітали дві коси. Староста княгині виходив з деревцем до старости з деревцем від князя, вони спочатку ніби б'ються, а потім староста княгині видирає деревце в іншого старости та запихає два деревця в стріху над дверими, після цього всі заходили в хату. Князь обходив тричі стіл та викупляв при цьому княгиню в братів. Після цього відбувалася вечеря і після вечері танці. Вже над ранок йшли до молодого, де дівчину покривали свашки наміткою та провадили молодих до комори. Рано невістка вставала та йшла з дружбою до кирниці по воду, де їх переходили хлопці та виливали воду і тільки за третім разом пускали. Вранці гості сходилися на сніданок, а по обіді йшли на відвідини до батьків дівчини. Брати дівчини ходили скликати гостей на пропій.

### Кубанське весілля
Хлопець сповіщав батьків, що має намір женитися і просив благословення. Тоді хлопець з сватом та свахою йшов свататись в хату до дівчини. На сватанні домовлялися про день договору. На змовини сходились з ріднею, батьки дівчини виходили зустрічати гостей до воріт. Тут домовлялись про дату весілля. Через тиждень йшли в хату хлопця на оглядини. Після цього вже батьки вже називались сватами. На тижні перед весіллям відбувався дівич-вечір. На дівич-вечері виготовляли восковий вінок та букетики для інших весільних учасників. До весілля прикрашали також гільце квітами, стрічками. Коровай прикрашався калиною та гілочками, крім того пекли ще інші обрядові хліби: «борону», «лежинь», «барило», «шишки». У п'ятницю перед весіллям молода з дружками та молодий з боярами окремо йшли запрошувати на весілля. Всім кланялись по три рази в пояс і старша дружка тоді давала обрядовий хлібець — «шишку». У день весілля князь зі старшим дружбою та боярами, сватами, світилками, свашками з стрільбою та піснями на бричках чи возах, прикрашених квітами їхав до нареченої. На воротах біля хати нареченого чекала перейма, після чого починався штурм воріт. Після перейми наймолодший брат торгувався за викуп. Після викупу перед вінчанням відбувалася гостина. Після вінчання пара їхала в хату молодої, де відбувалось обдаровування молодої пари і пізніше йшли в дім молодого. Ввечері роздавали всім гостям коровай з калиною. Перед від'їздом молодої палився костер (тобто багаття), через який потрібно було перескочити. На другий день після весілля вивішували червону корогву. Другий день називався «батьківська неділля» в цей день відбувалося ряження в старий одяг, лахміття та різноманітні жарти. На третій день «на локшину» перебрані ходили і збирали або «крали» кури, з яких пізніше готовили для гостей курячу юшку з локшиною.

## Весільневбрання

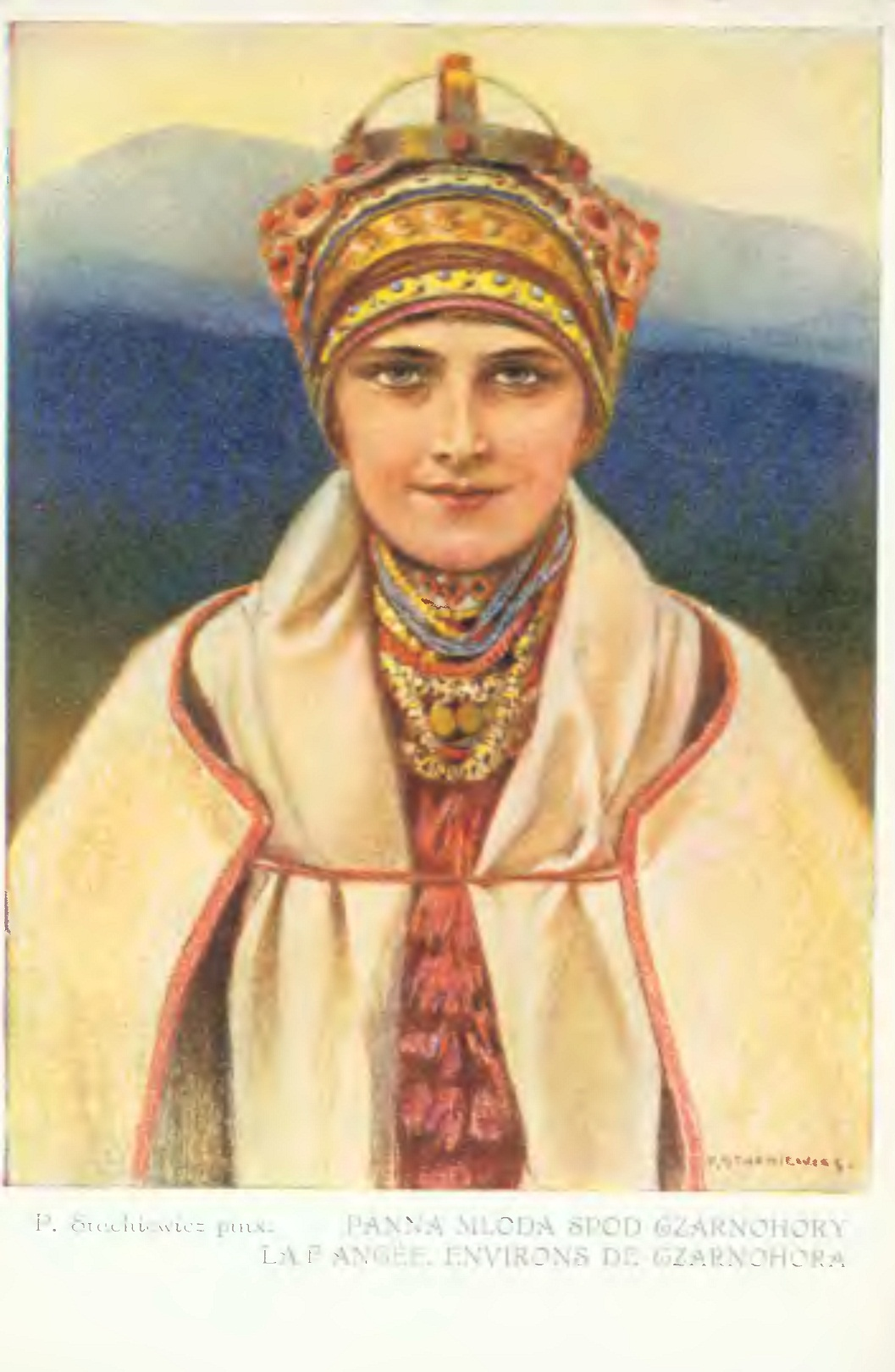
Наречена з-під Чорногори. Петро Стахевич
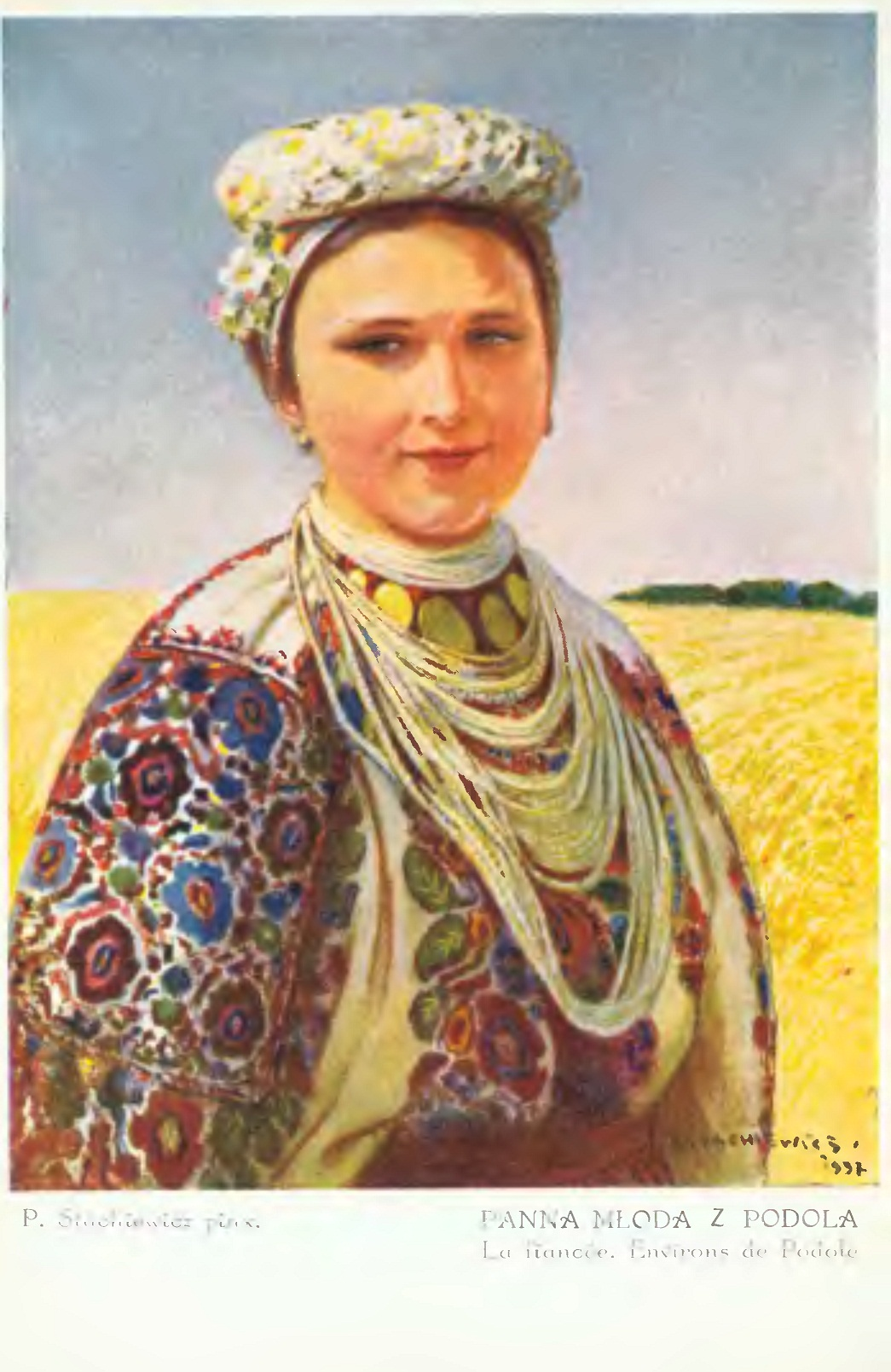
Наречена з Поділля. Петро Стахевич 1937
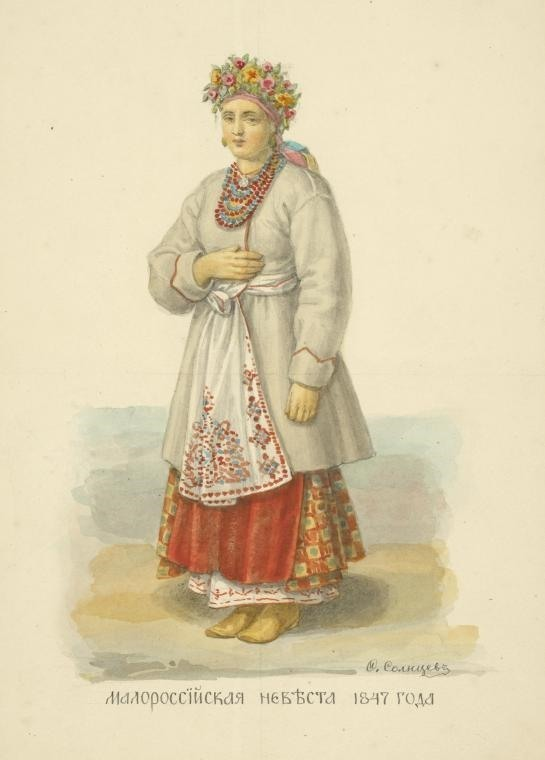
Слобожанщина 1847
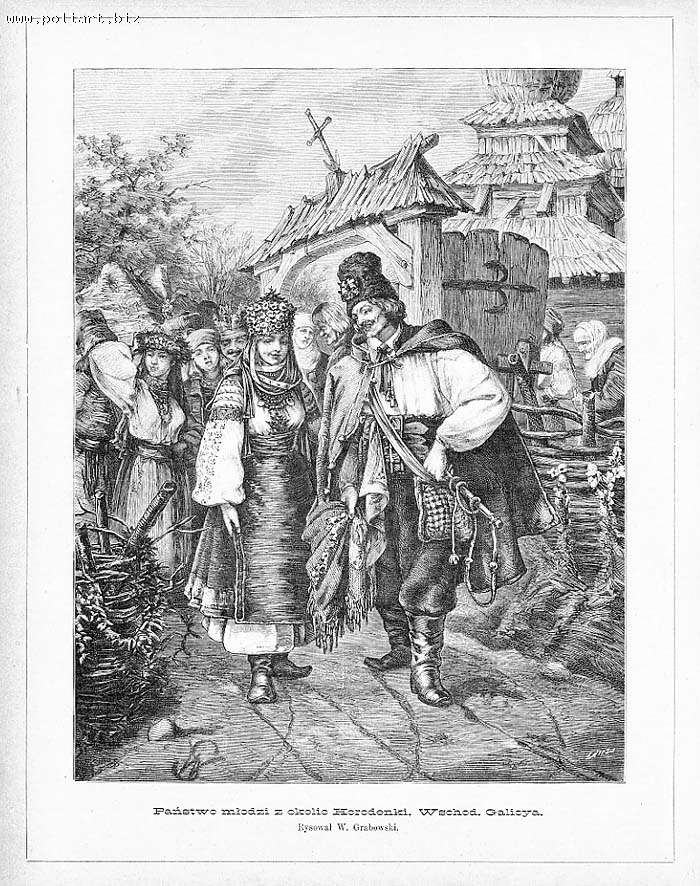
Весілля на Покутті
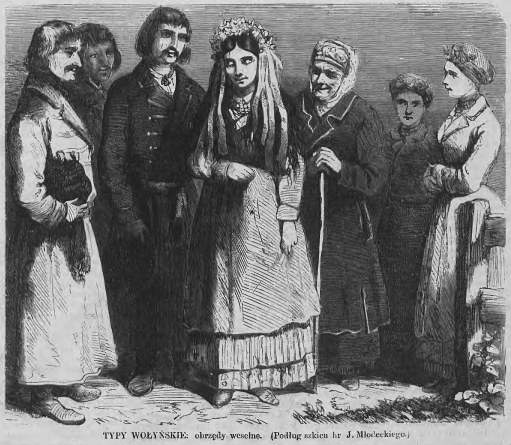
Весілля на Волині
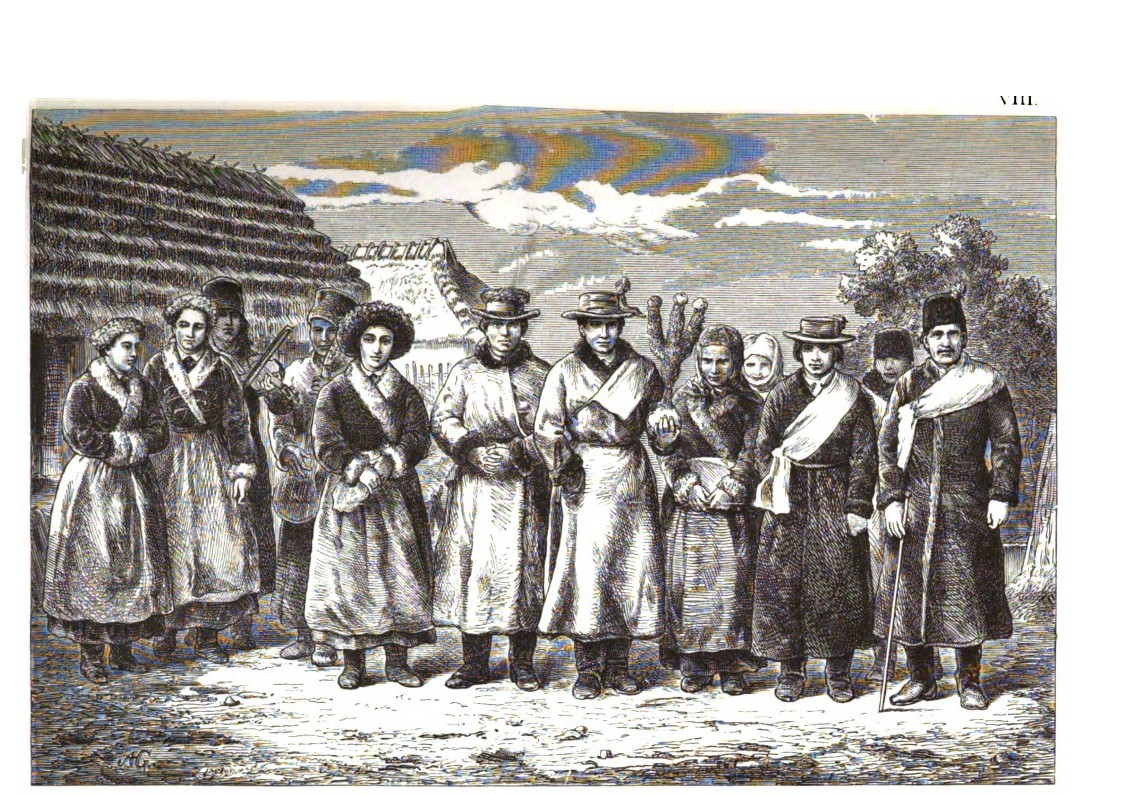
Весільний похід с.Мальчич в Львівському повіті
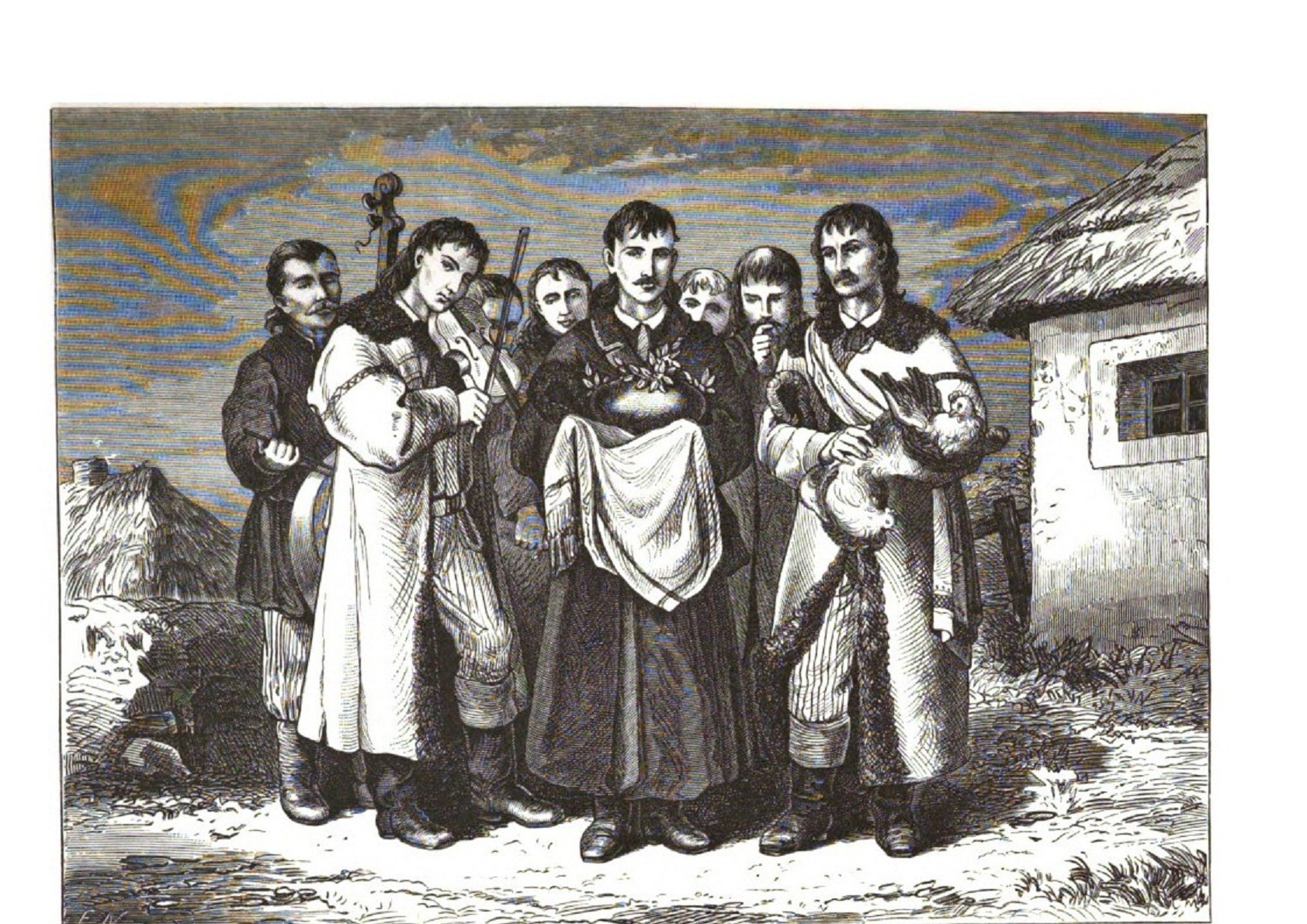
Весільний похід з короваєм в Тернопільському повіті
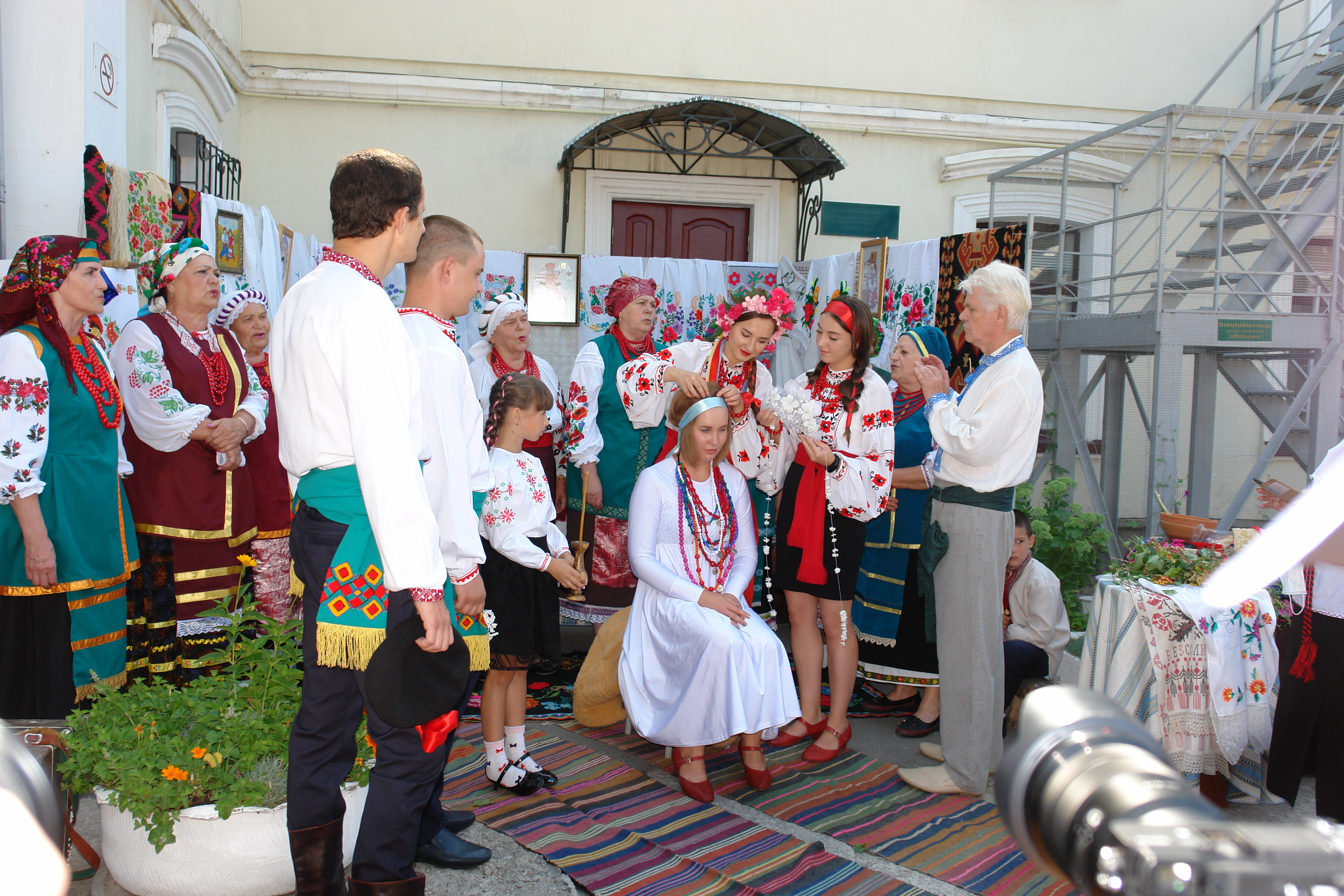
Весілля в Кіровоградській області

## Весільні традиції

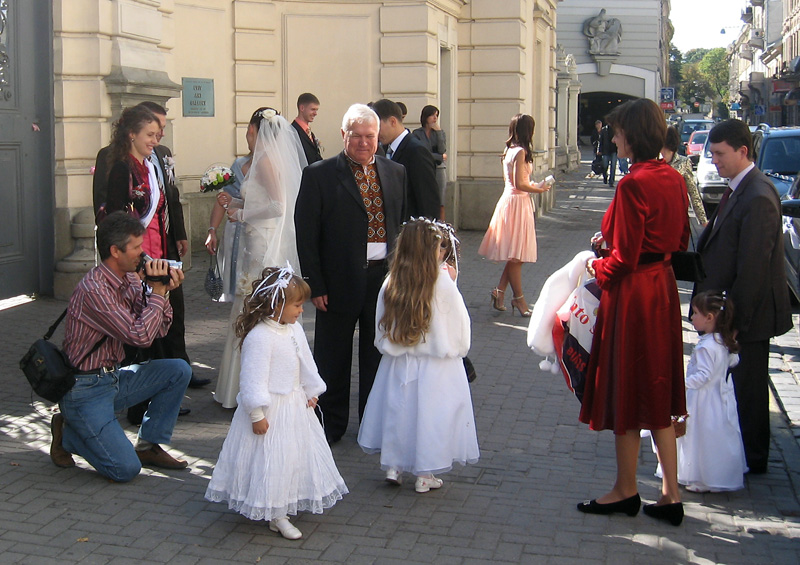
Сучасне біле весілля

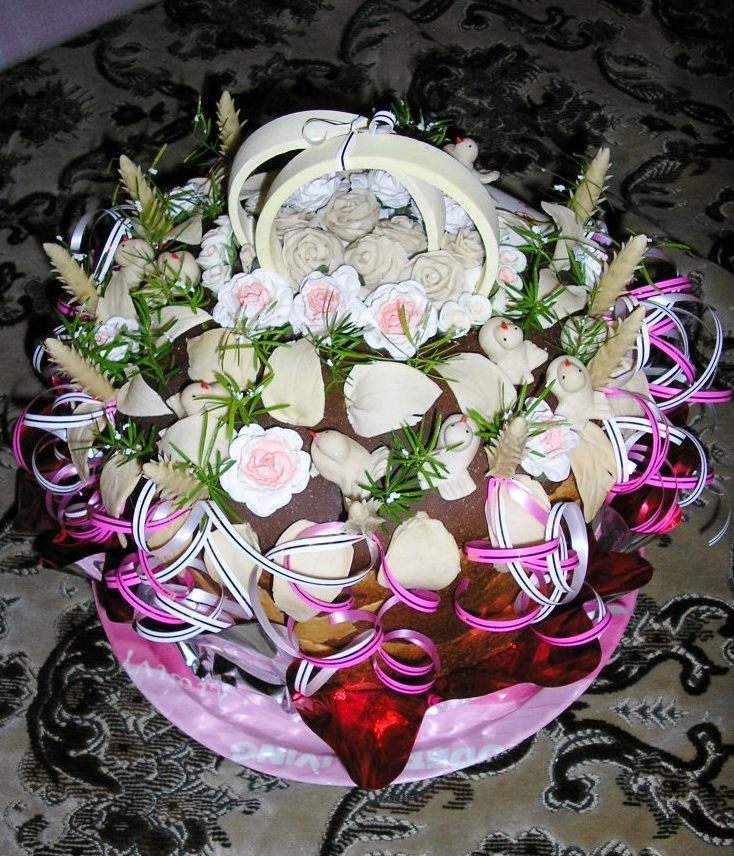
Коровай
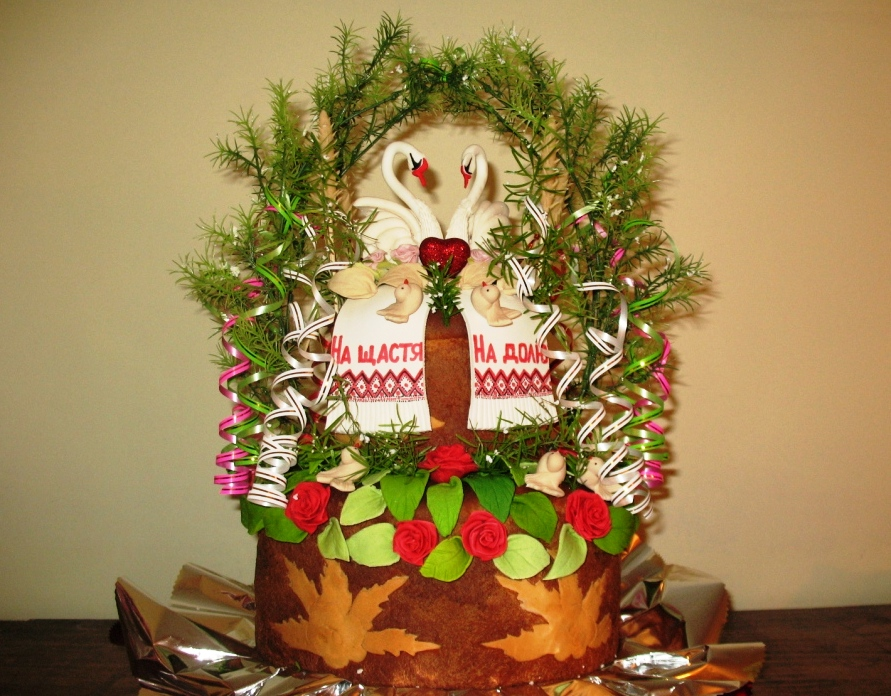
Коровай
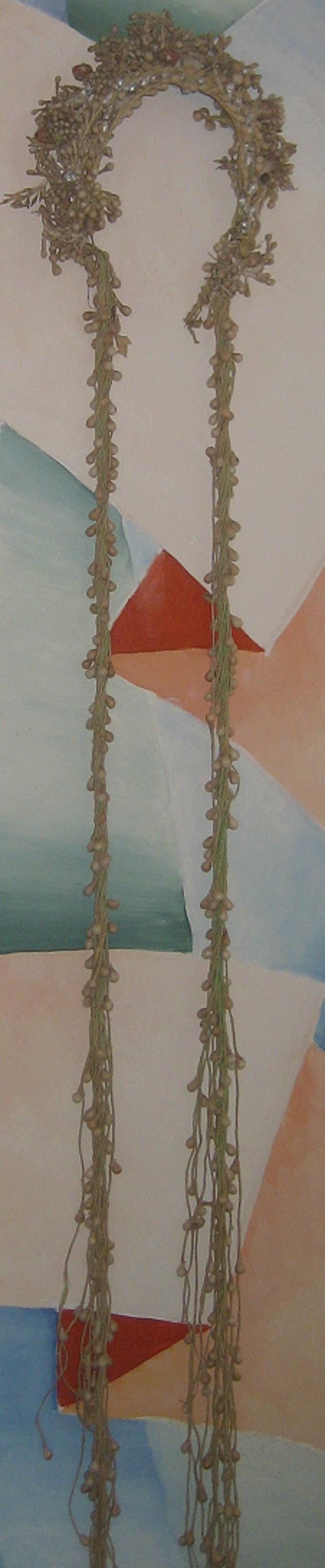
Весільний вінок з Поділля
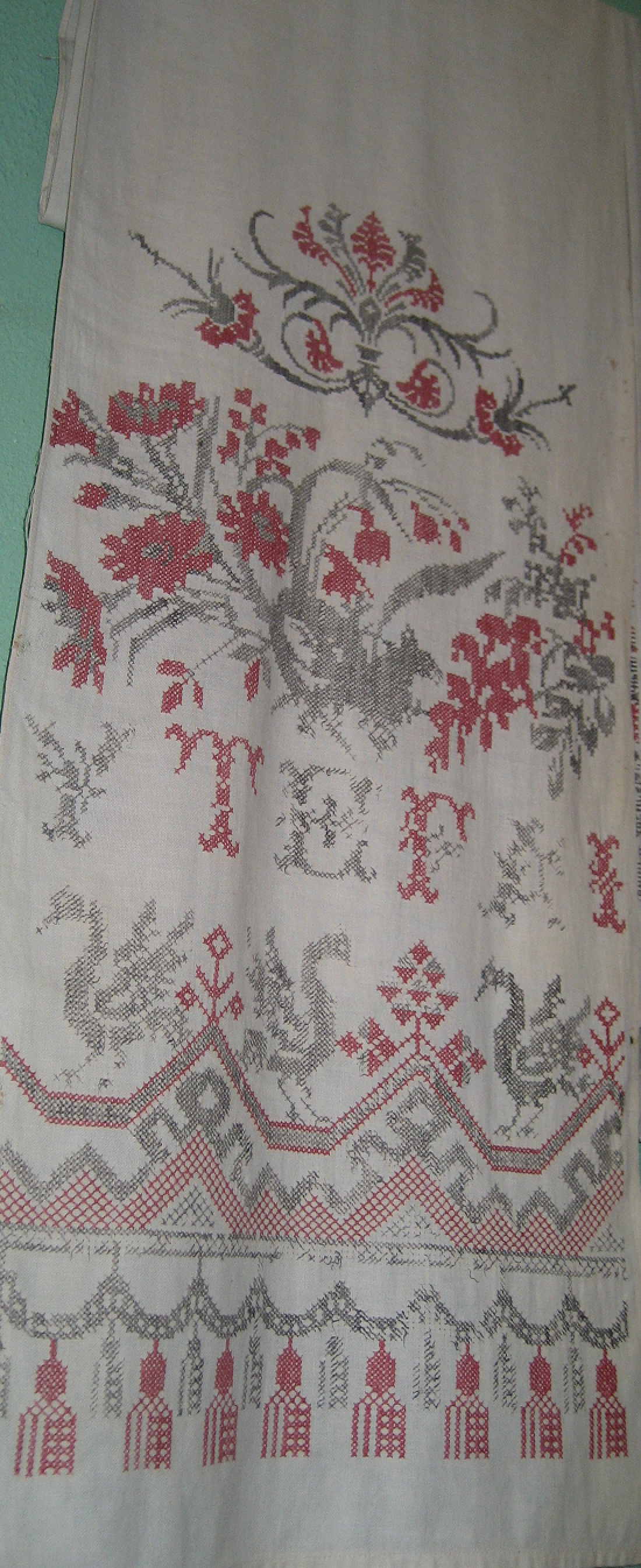
Весільний рушник
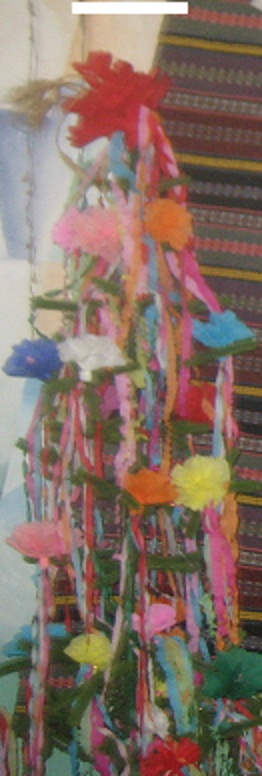
Весільне деревце

Наші пращури мали цілий комплекс заборон, які нікому не дозволялося переступати. Нова родина мала бути заснована на порядності, доброчесності, правдивості. Розлучення вважалося гріхом, тому молоді люди, готуючись до вступу в шлюб, мали добре зважити на всі обставини аби майбутнє подружнє життя було щасливим. Суворе дотримання відповідних вимог, виконання всіх ритуалів мали забезпечити прихильність долі до молодої сім'ї. Весільний обряд, який шліфувався впродовж віків заховав у собі погляди українців на шлюб, сім'ю, і продовження роду. В ньому тісно переплелися глибокий зміст і подія, музичне оформлення і драматична дія. За перебігом цього дійства можна скласти доволі повне уявлення не лише про родинні стосунки, погляди українців на роль сім'ї в житті людини, організацію сімейного побуту, а також суспільні відносини.

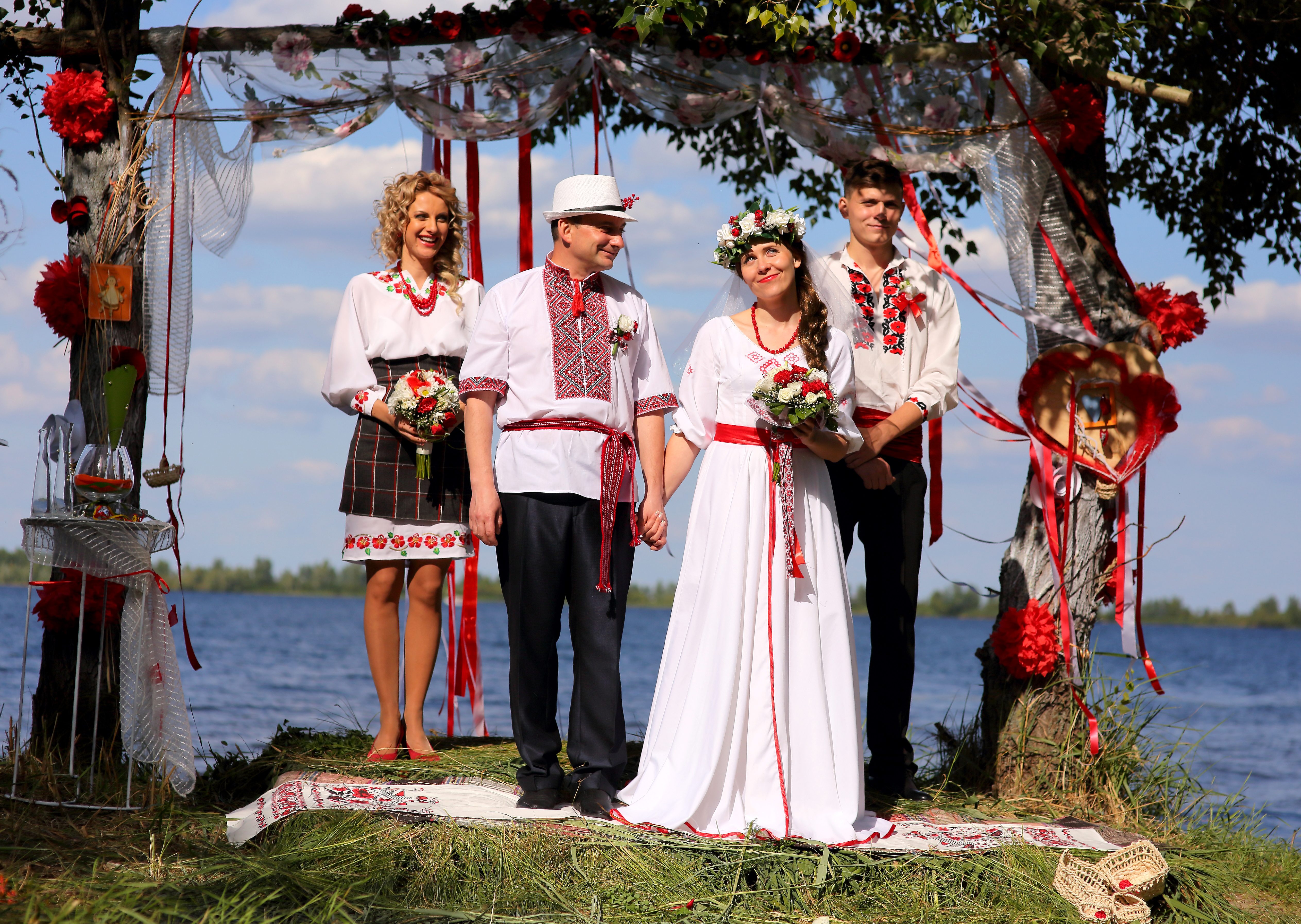
Сучасне весілля в етно-стилі

З розвитком етнографічної науки, починаючи з ХІХ-го століття, з'являється низка досить детальних етнографічних описів весілля. Велике значення для пізнання весільної обрядовості мають праці Й. І. Лозинського, П. П. Чубинського; до цікавих спостережень і наукових висновків прийшов В. Ю. Охрімович у праці «Значение малорусских свадебных обрядов и песни в истории и эволюции семьи» (1891). Вивчали весільну обрядовість і польські дослідники І. Любич-Червінський, значний вклад вніс відомий фольклорист і етнограф О. Кольберг у своїх монографіях «Volyn-Bialorus-Polesie» (1968), «Pokucie»(1882—1889), «Chelmskie» (1882—1891), розкривши широку картину побуту, звичаєвості та обрядовості українського населення. Значне місце характеристиці весільного обряду українського народу, кінець ХІХ-го -поч. ХХ-го століття, відведено в історико-етнографічному дослідженні О. М. Кравець «Сімейний побут і звичаї українського народу» (Київ, 1966).

Походження української обрядовості, історичні форми шлюбів розглянуто Н. І. Здоровегою у монографії «Нариси народної весільної обрядовості на Україні» (Київ, 1974), дослідженні Ф. Вовка «Шлюбний ритуал на Україні» (Київ. 1994, репринтне перевидання).

### Благословення
Перед виходом з батьківської хати наречений просить благословення. В основному благословляють тільки батьки, хоча в деяких районах Львівщини молодий кланяється також сестрам братам, дідусям з бабцями, а то й сусідам. Є дуже багато різновидів поклону, однак найчастіше молодий кланяється тільки батькам, які стоять чи сидять з іконою або хлібом — залежно від регіону та традиції в родині. Наречений, вклонившись та попросивши благословення цілує спочатку ікону чи хліб, а потім батьків і так тричі. Спочатку молодий просить благословення в батька, а потім в матері. Якщо крім батьків благословляють інші родичі, то вклонившись матері наречений кланяється дідам, бабцям, братам, сестрам, а тоді вже дальшій родині. Батьки ж благословивши словами роблять іконою чи хлібом символ хреста.
Після благословення свашки (обов'язково неодружені дівчата) виводять молодого на вулицю. Свашок є дві і саме вони супроводжують нареченого до брами молодої. На подвір'ї чи перед під'їздом мама нареченого окроплює свяченою водою кропилом, зробленим з мирту, спочатку нареченого, потім гостей та машини, в яких молодий та весь його почет поїде викуповувати молоду. Кроплячи, мама обходить всю весільну громаду тричі. Тарілку, в якій була свячена вода, розбивають об поріг. Тоді попереду машина молодого зі свашками, а за ними і весь супровід їдуть до молодої. Дружби, в основному їдуть в машині зі старостою, старостиною та короваєм, оскільки саме вони стануть основними представниками молодого в торгах за наречену.
У цей час молода очікує нароченого вдома. В деяких регіонах України була традиція «розчісування молодої». Вона полягала в тому, що батько або дружки молодої вплітали вінок у її волосся. Тоді наречена сиділа на подушці, що називали «посагом».

### Брама
Так, в основному називають процес викупу нареченої. Назва походить від того, що дорогу перед під'їздом до нареченої перегороджують столом, на якому обов'язково має бути ікона, пляшка горілки, хліб, м'ясне та солодке. Браму ставлять, в основному, хлопці, які живуть на вулиці чи в будинку молодої, далекі друзі чи однолітки нареченої, які не є запрошеними на весілля. Хоча дуже часто в цьому дійстві беруть участь і брати та родичі молодої і запрошена молодь. Колись з боку нареченої були тільки хлопці, які й намагалися не відпустити дівчину, але тепер цей обряд чисто символічний. До речі про суму викупу та інші особливості варто поговорити заздалегідь, щоб жартівливе дійство не переросло в справжні образи, а то й бійку. Бувалі кажуть, що траплялося й таке, що через непорозуміння на брамі зривалося весілля. Отже, варто знати, наскільки сприйматимуться ваші жарти. Дуже важливо вчасно відчути, щоб не перегнути палку. На Волині є звичай, який часто використовують і у Львові. Якщо будь-хто привітався за руку з протилежних сторін — торг вирішено і браму забирають. Отож, якщо ви стоїте з боку молодої, а по той бік стола ваш найкращий друг, з яким ви вчора пили на парубочому вечорі, — не поспішайте до палких привітів, бо за молоду можете не взяти ні пляшки. Тоді варто ховатися подалі від розлючених запорожців. Часто на брамі замість горілки можуть подати воду. Тому вміст кожної пляшки, як би надійно закритою вона не виглядала варто не лише понюхати, а й скуштувати.
Традиційно в Україні грошової одиницею для викупу молодої була горілка, хоча в деяких районах просять ще й гроші, але це запозичений звичай і появився лише за радянських часів. Зазвичай ставлять по пляшці горілки на кожен край стола і пляшку посередині. Кількість може бути збільшена, тому в багажнику варто мати принаймні ящик горілки. Також варто запастися на той випадок, якщо поставлять ще браму десь посередині чи напочатку вулиці. Таке трапляється вкрай рідко, але буває.
Молодий в торгах участі не бере. З його боку торгуються дружби та старости, а допомагає вся решта громада. Процес торгу супроводжується куштуванням горілки з обох боків. Традиційно спочатку куштують з пляшки, що була на столі, тобто з молодої сторони. Потім дружба приносить кілька пляшок горілки, з одної з яких й беруть пробу. Кожна сторона намагається якомога легше сприйняти міцний напій опонента, аби показати, що градус слабенький. При цьому часто не закусують (мовляв, нема після чого). Інколи для того, щоб показати, що горілка справді не розбавлена, дружби наливають дегустатору молодої в склянку, а собі в келих-наперсток. Коли ж опоненти кажуть, що це не чесно, дружби відповідають, що домовлялися скуштувати по келиху горілки, а ось по якому ніхто не говорив, а від налитого на брамі відмовлятися не можна.
Коли вже нарешті сторони домовляються і забирають з-посеред дороги стіл, виходить молода. Тут теж відбувається своєрідний торг: хто до кого ближче підійде. Наречений намагається виманити майбутню дружину за браму, а наречена навпаки — притягнути нареченого якомога ближче до двору чи під'їзду. Хто кого більше переманить на свій бік — той і керуватиме в сім'ї. Нарешті, коли вже молодята на відстані кількох кроків, наречена спочатку тричі кланяється молодому, а потім він — їй. Молода причіпляє майбутньому чоловікові ще на ліву сторону бутоньєрку.

### Поклін
Після брами молода запрошує всіх до хати. Бажано, щоб не було тісно, до хати йти тільки батькам, старостам, дружбам та най-найближчим родичам молодого. В хаті молодята тричі просять благословення в обох батьків та родичів. Тут вже кланяються усім присутнім. Батькам та найближчим по три рази, всім решту можна й по разу, оскільки це дуже втомлює, особливо в спеку. Молодята просять благословення порізно. Після цього обряду молоді виходять в двір чи біля під'їзду. Тепер вже мама молодої теж окроплює молодят та гостей свяченою водою, а батько посипає цукерками, перемішаними з зерном та копійками. При цьому наречені стоять поокремо: він — з дружками, вона — з дружбами. Виходячи з подвір'я, молодята тричі кланяються гостям та сусідам. При цьому варто врахувати, щоб присутні стояли перед молодятами. Якщо ж вони розташувалися, наприклад півколом, доцільно вклонитися лівому, правому крилу та посередині. До шлюбу молодята теж їдуть порізно. Спочатку йдуть старости з хлібом, за ними наречена з дружбами, далі наречений з дружками, а потім всі гості.

### Весільний коровай
Коровай, як неодмінний атрибут весілля, присутній завжди. Але тільки в кількох місцевостях залишилася традиція його розрізання. Кілька слів про те, як ця традиція виглядає.
Короваї на весілля, як правило, два. Один випікається в родині молодого, другий — в родині молодої. Наприкінці третього застілля обидві мами (свахи) разом з дружбами починають різати коровай і роздавати гостям. Виглядає це так: один дружба роздає родині молодого, другий — родині молодої. Інколи дружби ще й разом виносять на підносі коровай і співають спеціальну переспівку. Кому роздавати — підказують мами. Дружба говорить приблизно такий текст: «З під зеленого дуба, де барвінок в'ється, від молодого та молодої коровай шлеться. Десь тут має бути стрийко з Канади з родиною. Гоп, гоп, гоп. Музиканти сто літ!» В одній руці він несе кавалок короваю, а в другій тримає імпровізований дзвіночок. Музиканти виконують щось пафосне.

### Знімання фати
Музиканти виконують пісню «Горіла сосна». По центру танцювального майданчика ставиться стільчик. В деяких регіонах на нього кладуть подушку. На цей стільчик сідає наречений, наречена — йому на коліна. Всі неодружені дівчата виходять наперед і стають в коло. Свекруха з дружками підходить до нареченої і, з допомогою дружок, знімає фату (у західних областях називається «вельон»). Після цього дістає хустину і пробує пов'язати її на голову нареченої. Остання тричі не дається. Після чого свекруха або дарує нареченій подарунок (зазвичай щось з ювелірних прикрас), або кланяється вже майже невістці. Далі пов'язує хустину молодій на голову, та вже не пручається. Це символізує зміну статусу молодої з дівчини на молоду господиню. З зав'язаною хустиною молода піднімається з колін молодого, кланяється свекрусі, цілує її і робить з нею кілька символічних танцювальних па тримаючи свій вельон на плечі свекрухи. Існує також звичай, коли наречена в цей момент дарує подарунки родині нареченого. Перетанцювавши зі свекрухою, молода знову кланяється їй, цілує і дарує подарунок. Далі підходить до свекра, кланяється йому, цілує його і робить з ним кілька символічних танцювальних па тримаючи свій вельон на плечі свекра. Перетанцювавши зі свекром, молода знову кланяється йому, цілує і дарує подарунок. Ця процедура повторяється зі всіма братами та сестрами, бабусями та дідусями нареченого. Тільки, якщо в нареченого є молода неодружена сестра — їй вельон одягається на голову. А якщо в нареченої є неодружена сестра — наступною до танцю запрошується саме вона. Вельон, відповідно, одягається на голову. Далі наречена перетанцьовує з першою дружкою, другою дружкою і всіма неодруженими дівчатами. Запрошуючи дівчину до танцю необхідно гарно поклонитись, поцілувати, одягнути вельон на голову, зробити кілька танцювальних па, знову поклонитись, зняти вельон і знову поцілувати. Перетанцьовувати потрібно зі всіма неодруженими дівчатами навіть найменшого віку (навіть з дошкільнятами). Часом зустрічається звичай, згідно з яким наречена, після неодружених дівчат, перетанцьовує також з неодруженими хлопцями.
Також в деяких місцевостях наречений сам знімає вельон з нареченої і, за кожну витягнуту з волосся гренадлю, або міцно цілує наречену, або кладе велику грошову купюру.
Коли молода перетанцювала зі всіма дівчатами, вона складає в кілька разів вельон і, високо тримаючи його в руці, закриває очі, крутиться на місці, та кидає навмання дівчатам. Вважається, що хто з дівчат його зловить, той найближчим часом вступить у шлюб.
В осучасненому варіанті цього звичаю нареченій знімають вельон, але кидає вона весільний букет. На такий випадок краще приготувати, максимально наближену до весільного букети, копію. Справа в тому, що оригінальний весільний букет має тверду і важку пластикову ручку, яка при невдалому кидку, може заподіяти серйозну травму.

### Цнота
У традиційному суспільстві дошлюбна цнота була неодмінною чеснотою, тому перевірка новоодруженої на цілість гімену була важливим елементом шлюбного обряду. Дівочу цноту українці порівнювали з калиною: вираз «згубити калину» означає «втратити дівоцтво», а «ламати (ломити, сікти) калину» — «позбавляти дівоцтва». Свідоцтвом дівочої цноти вважалася кровотеча після статевого акту, і, відповідно, сліди крові на білизні після першої шлюбної ночі мали її демонструвати. Це було відоме як обряд комори: за звичаєм саме в коморі стелили молодим шлюбну постіль. Сорочку молодої зі слідами крові від дефлорації («червцю») після першої шлюбної ночі називали калиною — це було свідоцтво її незайманості до шлюбу. Як символ дотриманого дошлюбного дівоцтва уранці вивішували корогву — шматок червоної тканини. Якщо ж слідів крові на сорочці не виявлялося, це ставало ганьбою для молодої: з короваю викидали калину, топтали її, а замість неї встромлювали гілку сосни або руту, пояснюючи: «Наша молода не принесла калини — їй прикраси не треба», співаючи при цьому: «Ой, щоб тобі да морозоньку, що заморозив калиноньку, да засмутив да родиноньку». Втім, на початку XVI ст. київський митрополит Йосиф писав: «многіи люди Руси… незаконне мешкають, жены поимучи, не вѣнчаються».

## Українське весілля в літературі та мистецтві
- Семен Гулак-Артемовський: інтермедія «Українське весілля» (1851)
- Іван Котляревський, «Наталка Полтавка» (1819 p.)
- Ман С. Українське весілля, Буенос-Айрес, 1944, 32 с.